# Hunte
Die Hunte ist ein 189 km langer, linker und westlicher Nebenfluss der Weser in Niedersachsen (Deutschland). Sie ist nach der Aller ihr zweitlängster Nebenfluss und durchquert bzw. berührt die Landkreise Osnabrück, Diepholz, Vechta, Oldenburg, Wesermarsch sowie die Stadt Oldenburg.

## Name
Die Hunte findet im Jahr 788 (Huntam flumen) erstmals urkundlich Erwähnung. Die Deutung des Namens ist unsicher. Möglicherweise besteht ein Zusammenhang mit dem nordseegermanischen Wort *Huntō mit der Bedeutung 'Jagd, Jagdplatz' (vgl. englisch to hunt 'jagen, fangen').

## Verlauf
Der Fluss entspringt südlich des Wiehengebirges und nordnordwestlich des Holzhauser Berges im Osnabrücker Hügelland nördlich von Melle und westlich des Weilers Hustädte. Das Quellgebiet liegt zwischen den Meller Stadtteilen Oldendorf und Buer und gehört zum Naturpark TERRA.vita.
In einem kurzen Durchbruchstal durchquert die Hunte den Kamm des Wiehengebirges zwischen dem Linner Berg (181 m) im Westen und dem Kleinen Kellenberg (161 m) und erreicht etwa 10 km nach der Quelle die Norddeutsche Tiefebene. Bei Burg Wittlage am Ostrand von Bad Essen unterquert sie in einem Düker den Mittellandkanal. Ein Teil des Wassers wird dort in den Kanal eingespeist.

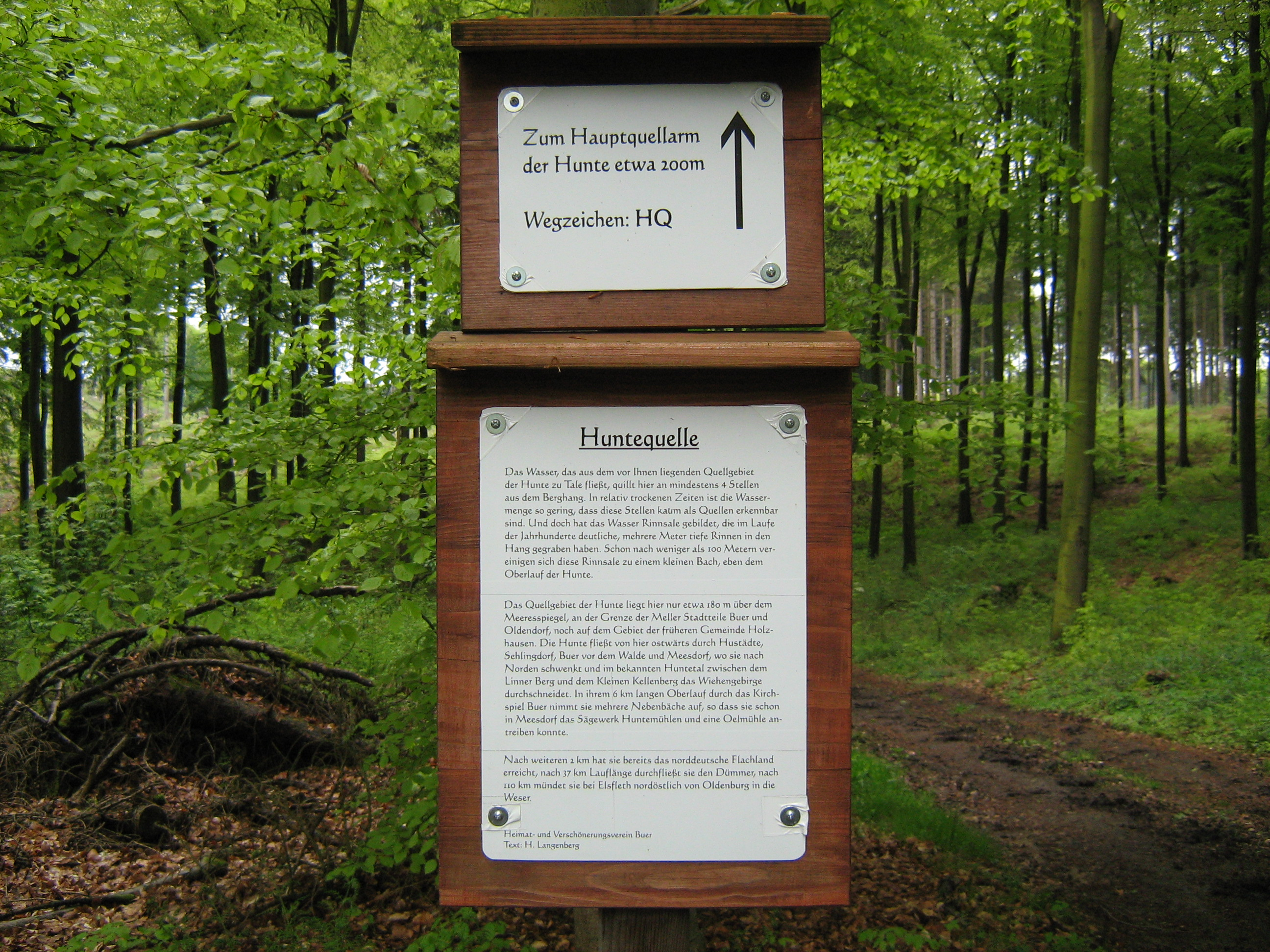
Hinweisschild zur Huntequelle
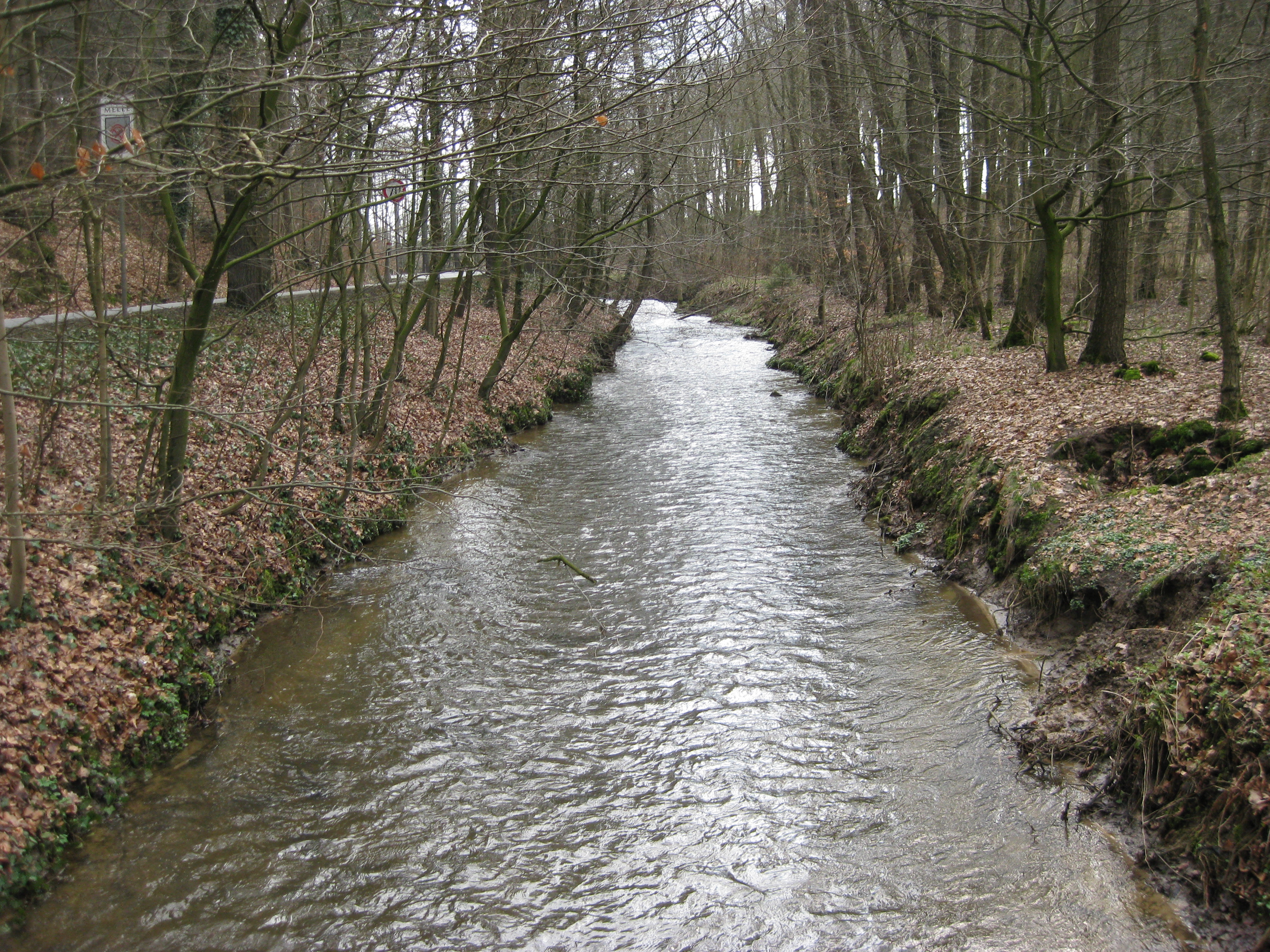
Die Hunte verlässt das Stadtgebiet von Melle
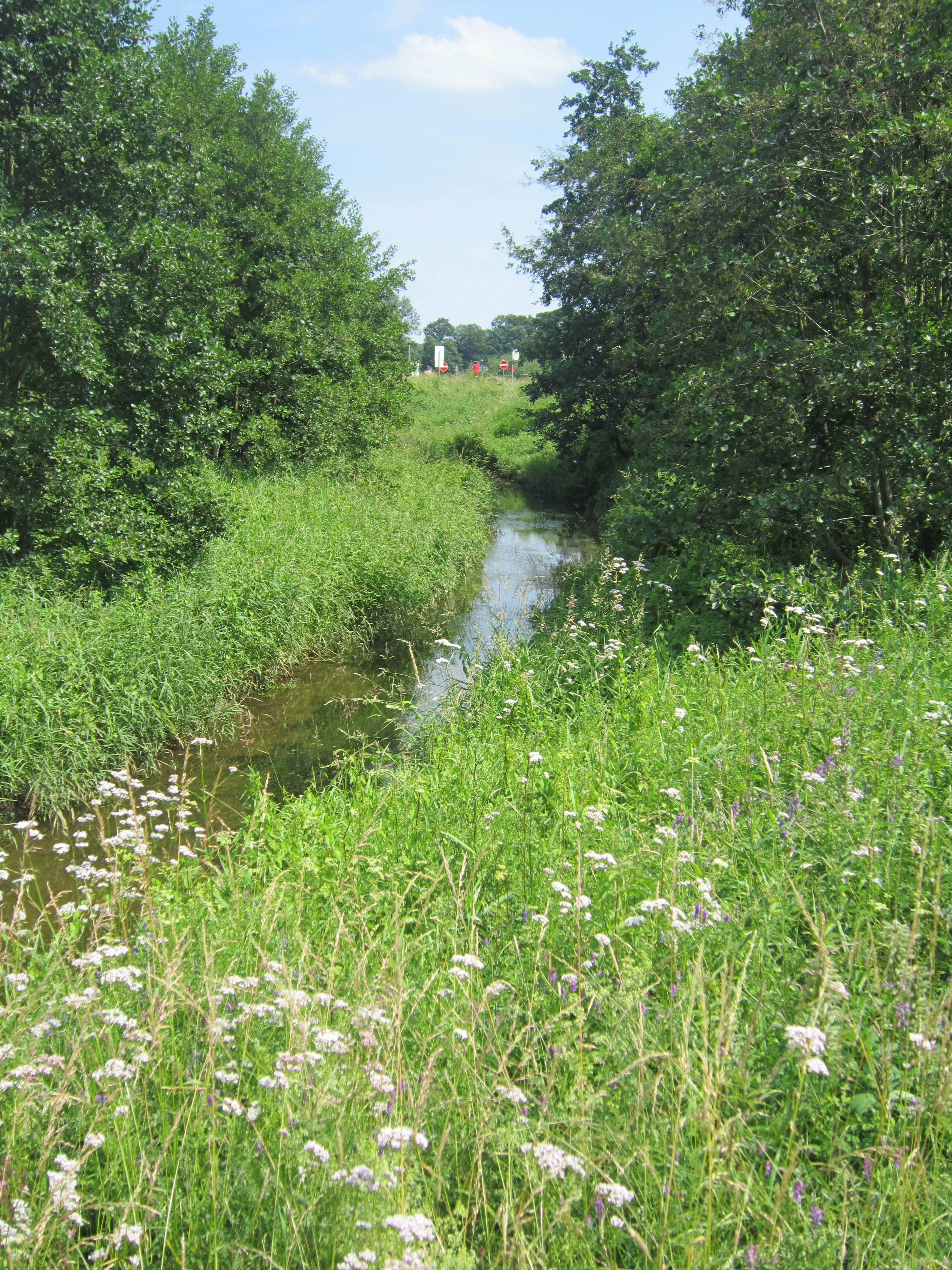
Hunte bei Schloss Ippenburg

Im Moorgürtel fließt die Hunte durch Bohmte und die nach ihr benannte Ortschaft Hunteburg und anschließend in den Dümmer. Diesen verlässt sie mit zwei Hauptarmen, die sich in Diepholz wieder vereinen. Der westliche Hauptarm heißt Hunte, der östliche wird Lohne genannt. Die nächsten Orte an der Hunte sind Drebber und Barnstorf. Dann tritt sie in die Wildeshauser Geest ein, wo sie östlich an Goldenstedt vorbeiströmt und Wildeshausen durchfließt, um südlich von Dötlingen die Aue aufzunehmen. In nordwestlicher Richtung durchschneidet sie die landschaftlich reizvolle Niederung westlich der Osenberge – dieser Flussabschnitt gehört zu den schönsten und ökologisch bedeutendsten der Hunte.

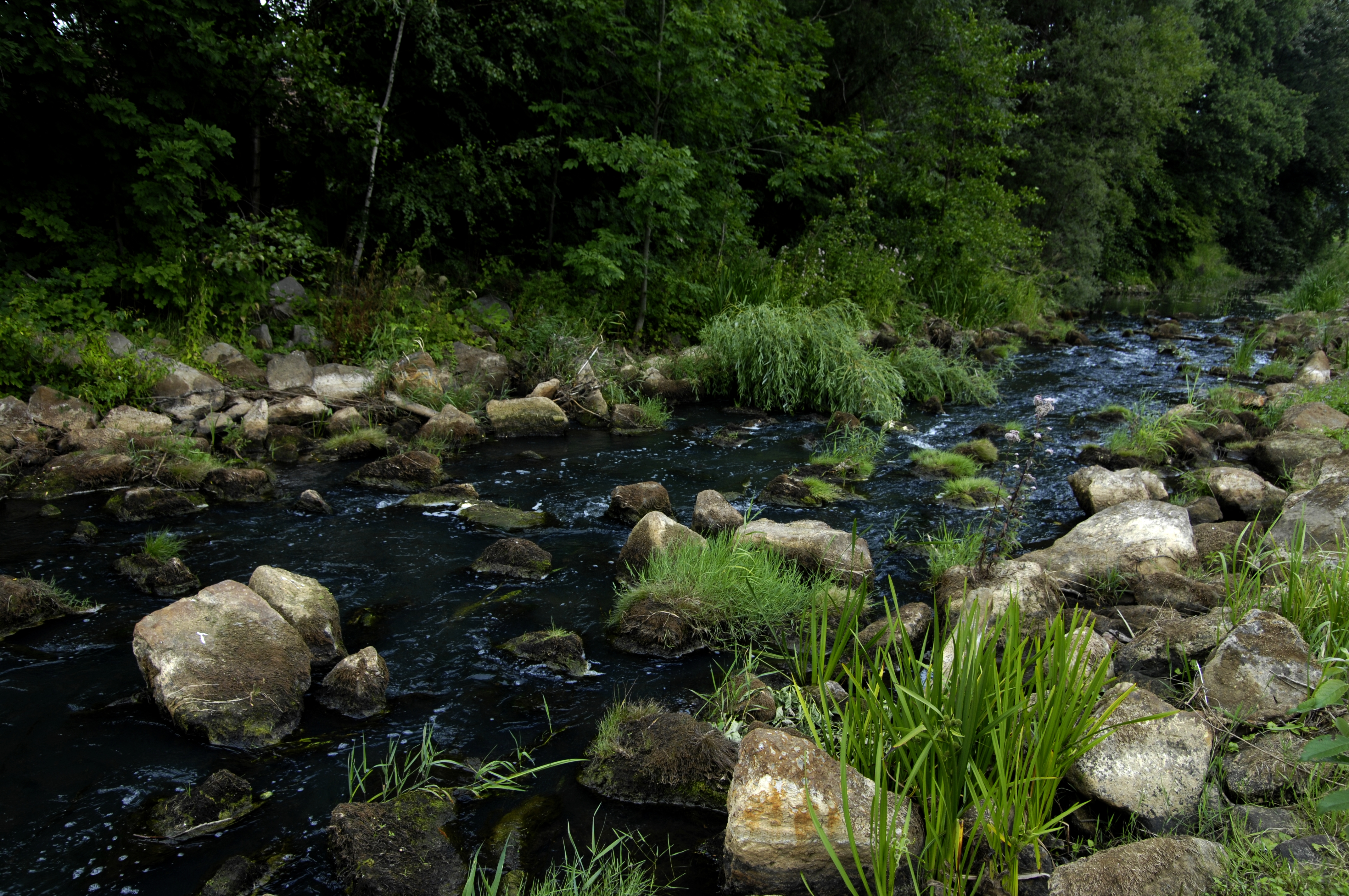
Renaturierter Abschnitt des Huntelaufs in Hunteburg
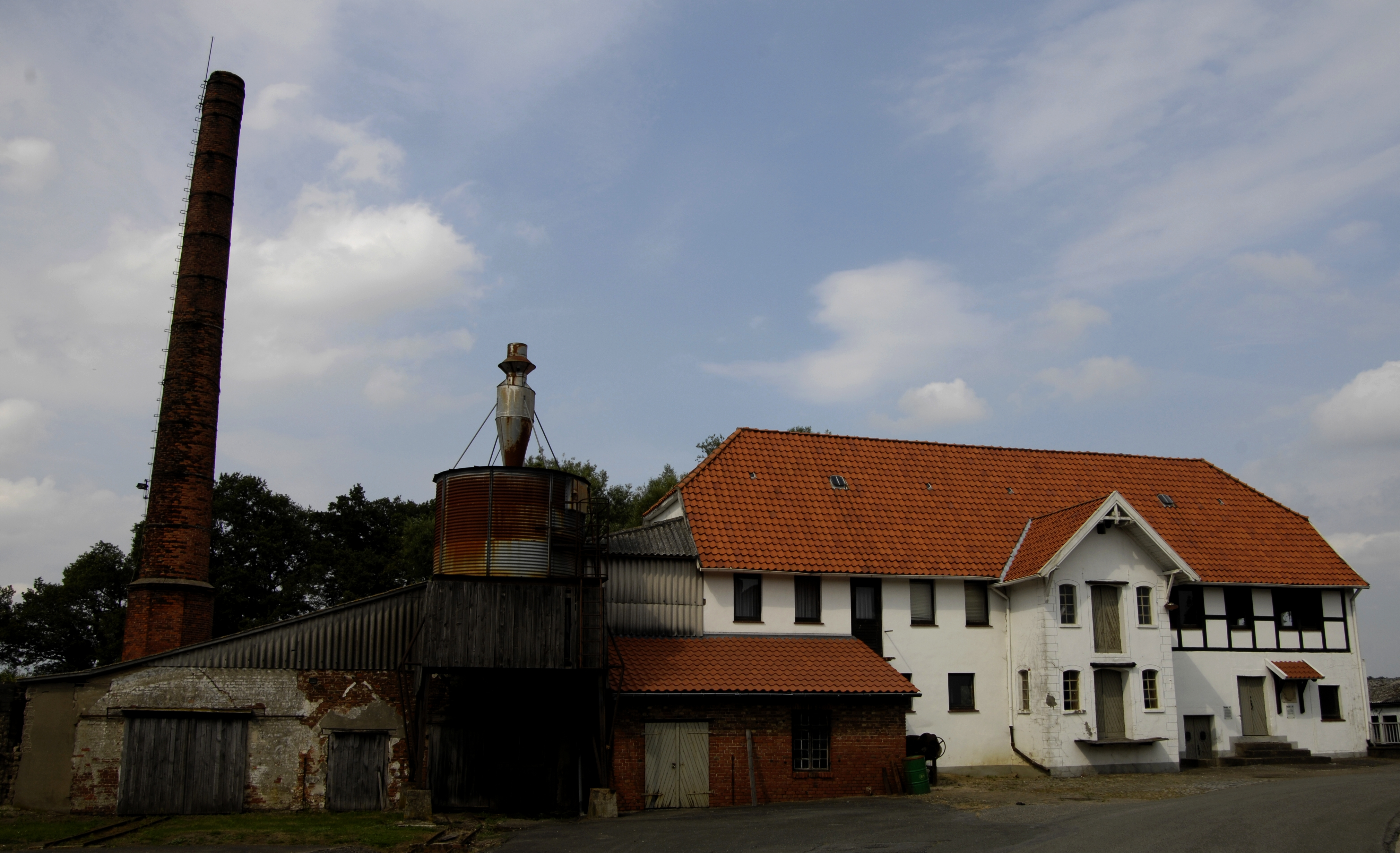
Ehemalige wasserkraftbetriebene Ölmühle an der Hunte in Hunteburg
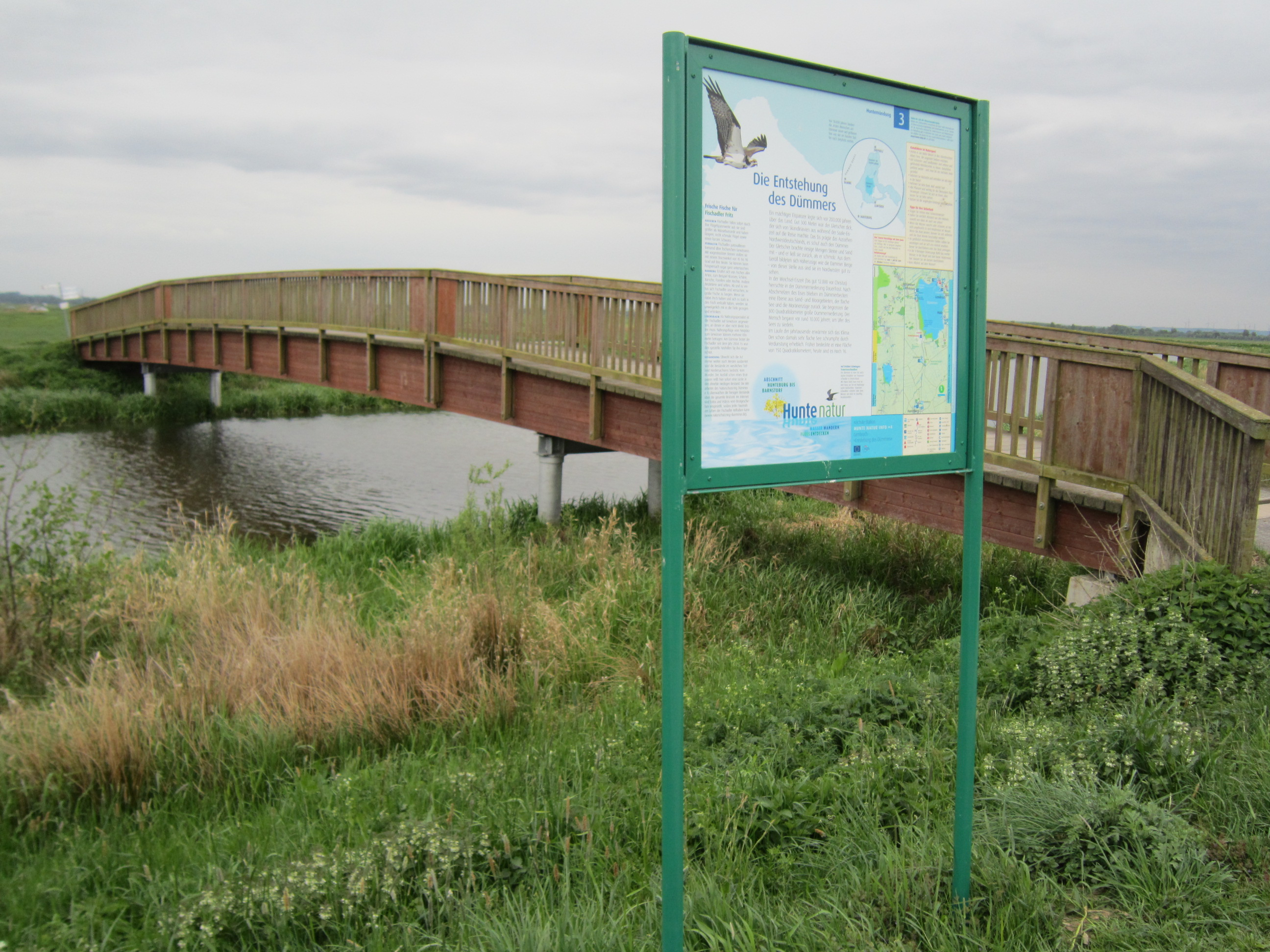
Westliche Dümmerniederung (vorne) und Ochsenmoor (hinten); dazwischen die Hunte
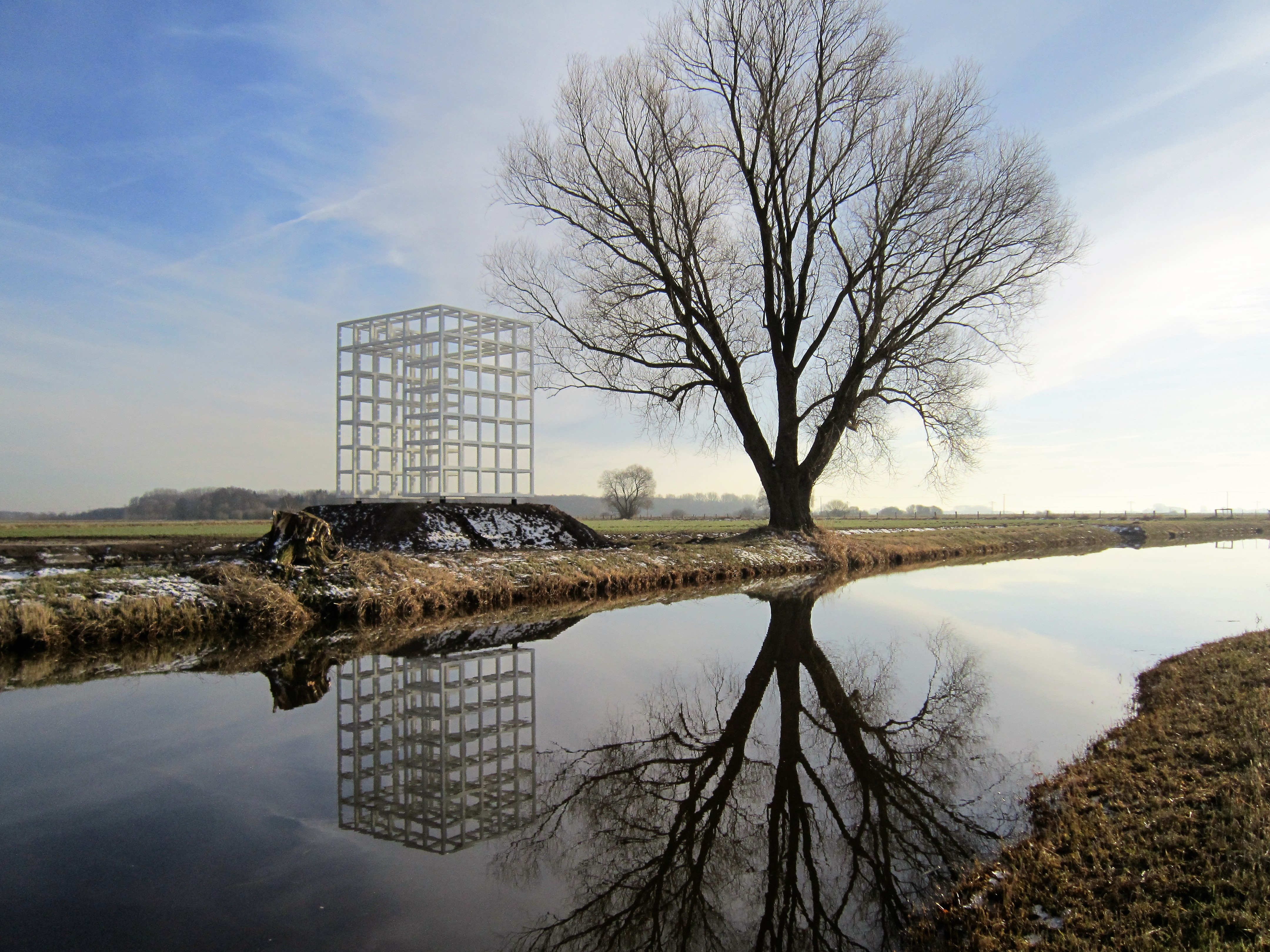
Gitterkubus südlich von Diepholz
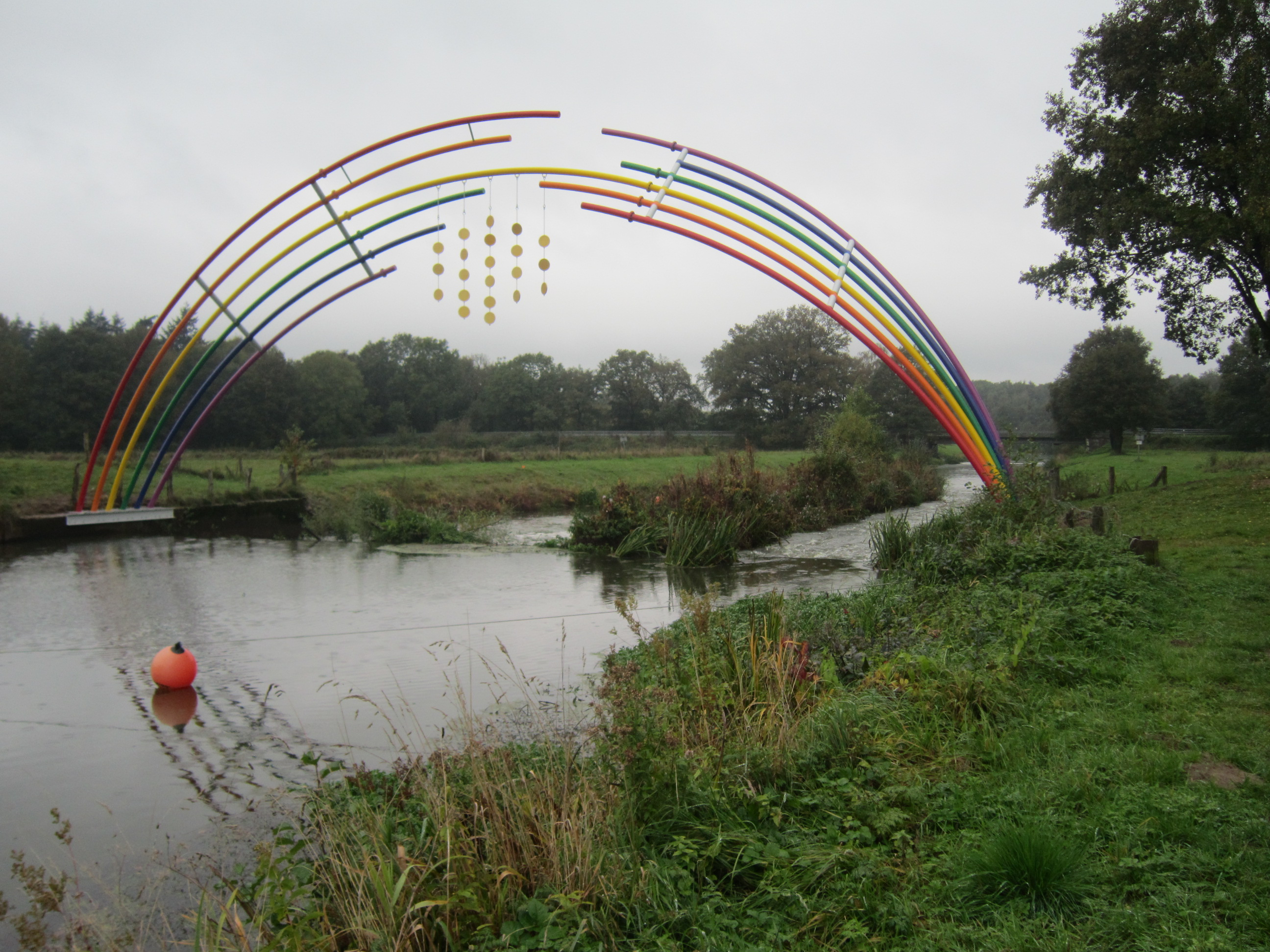
Stahlplastik „Goldregen“ über die Hunte zwischen Goldenstedt und Twistringen
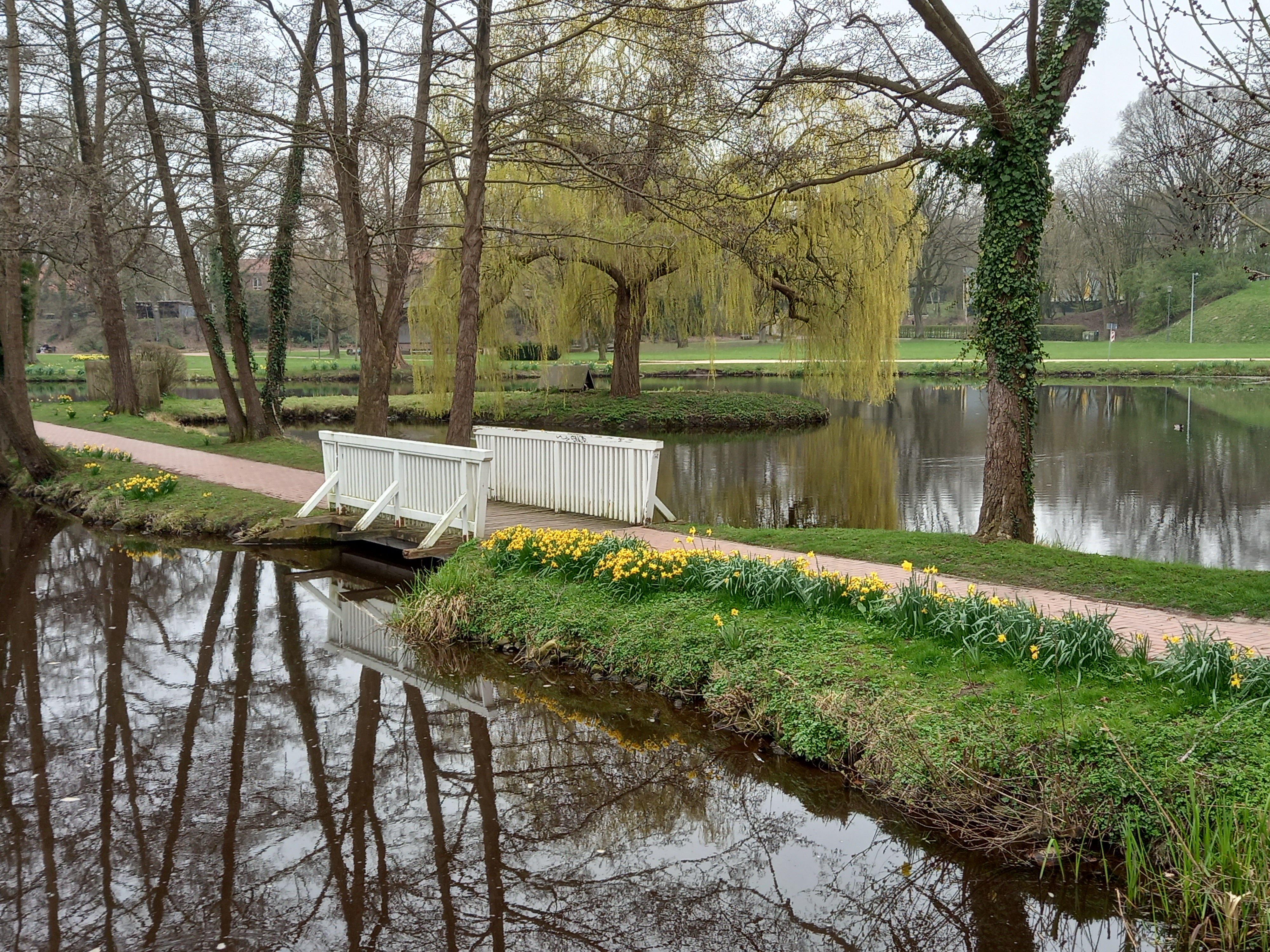
Stadtpark Wildeshausen neben dem Hunteufer
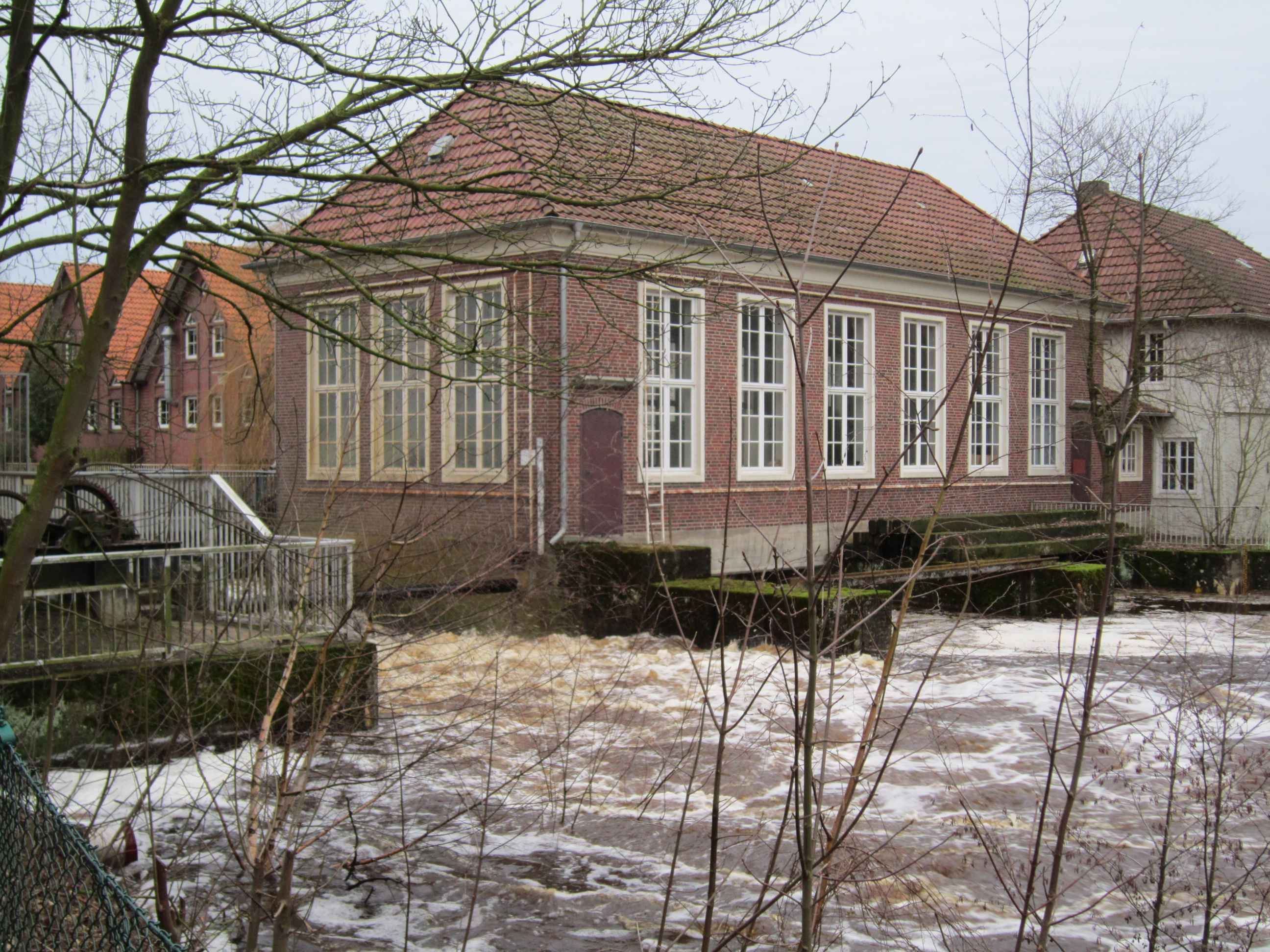
Wasserkraftwerk Wildeshausen bei Hochwasser
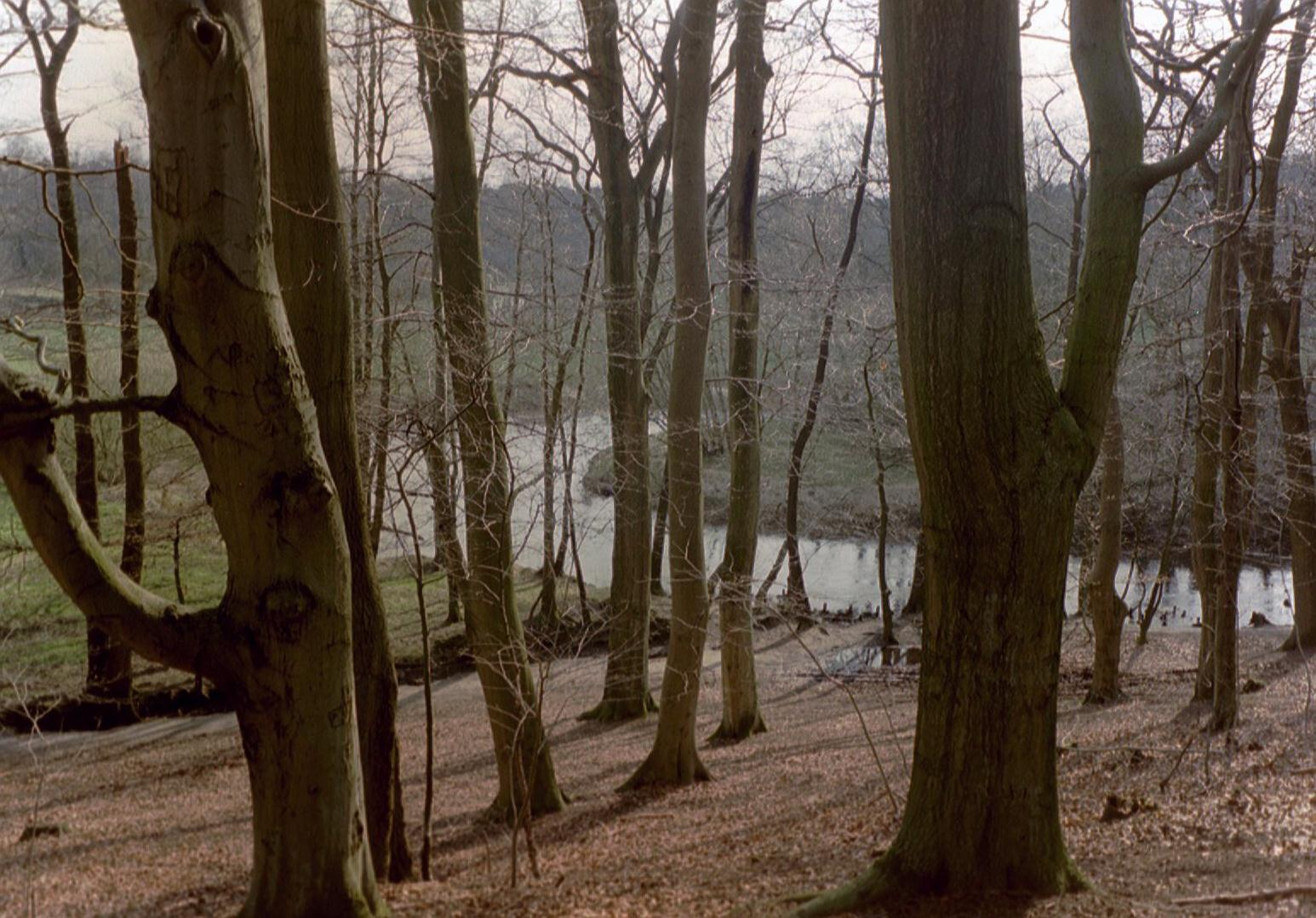
Stark mäandrierende Hunte bei Dötlingen
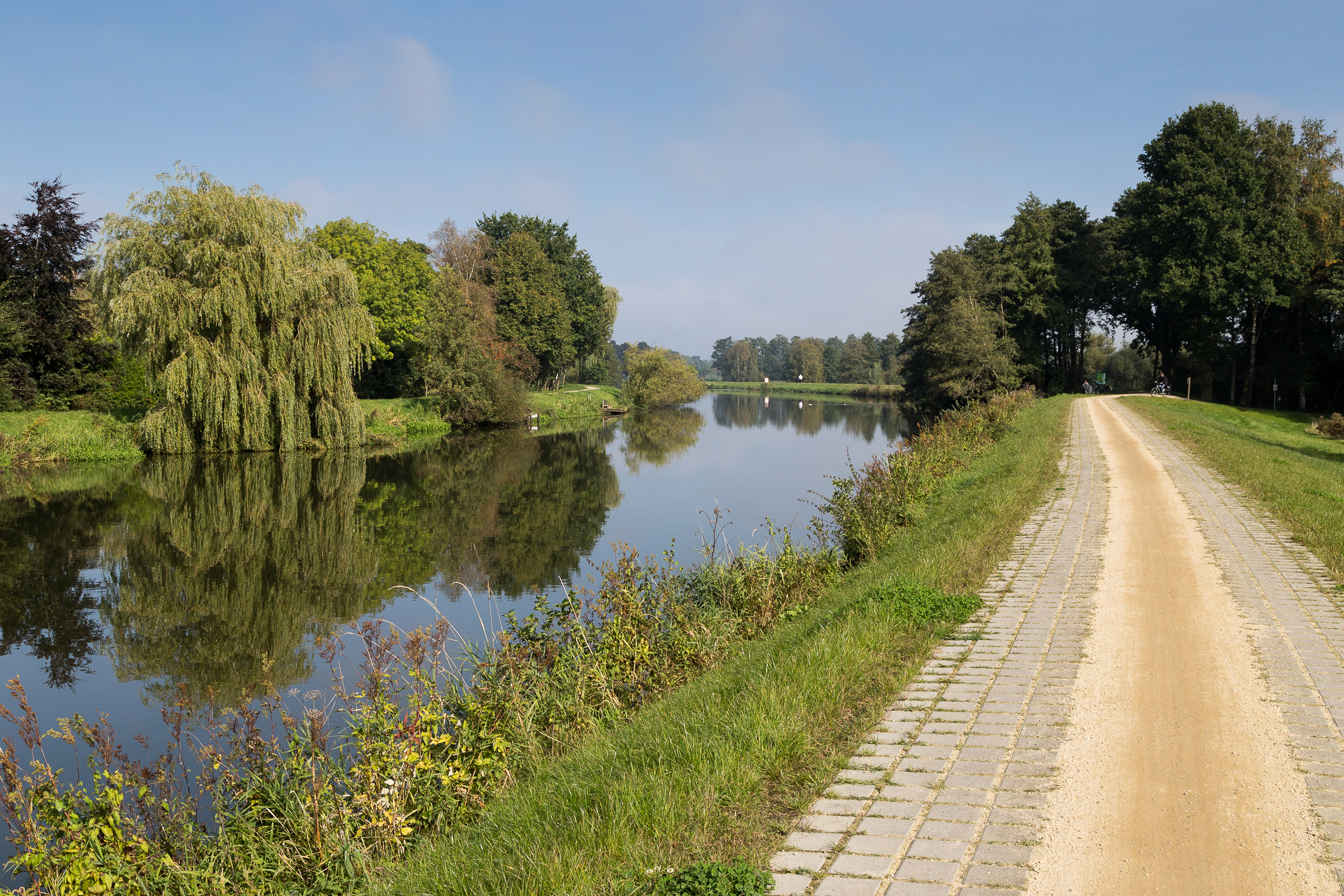
Hunte bei Hundsmühlen
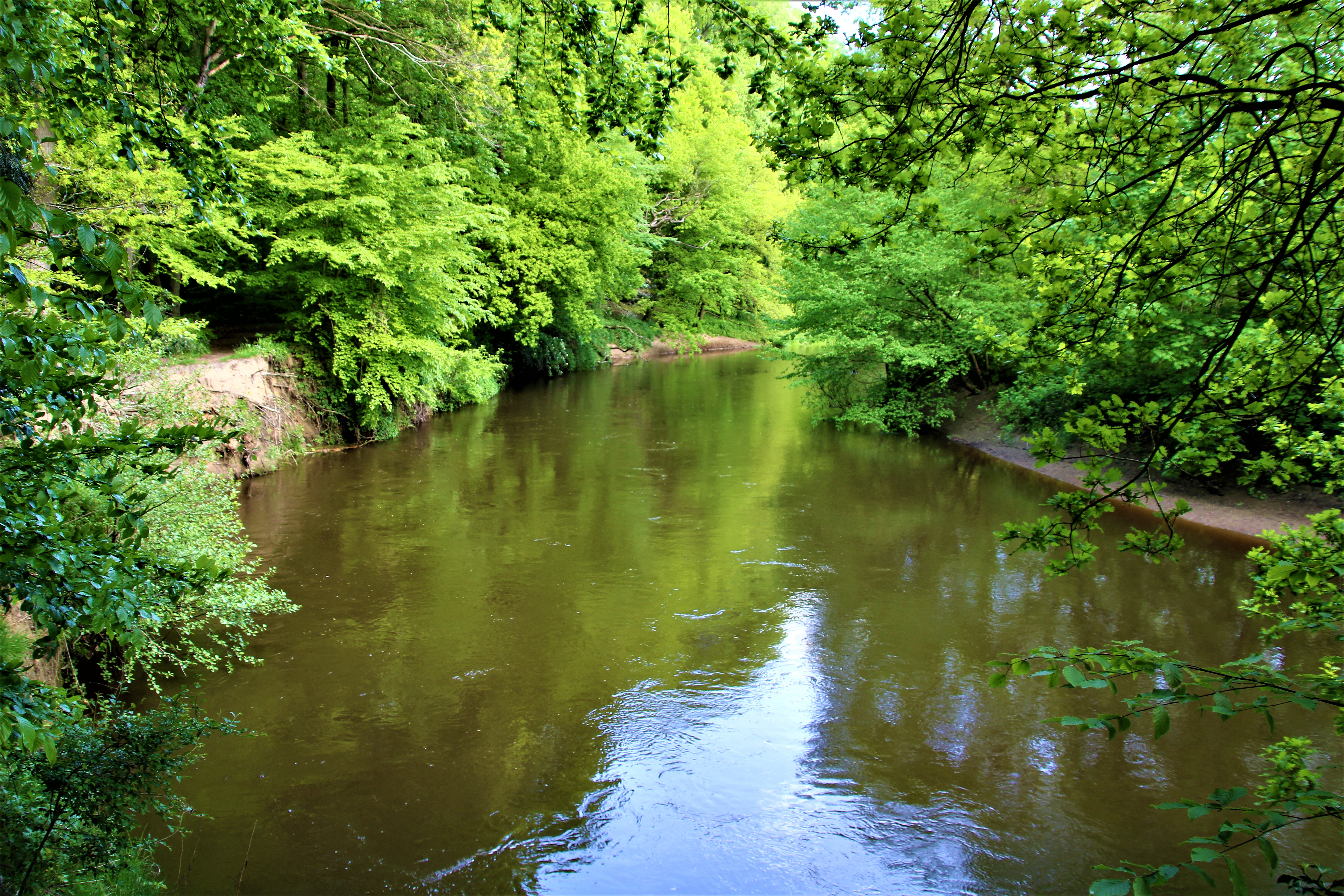
Naturnaher Flussabschnitt der Hunte, etwa auf Höhe der Ortschaft Sannum.
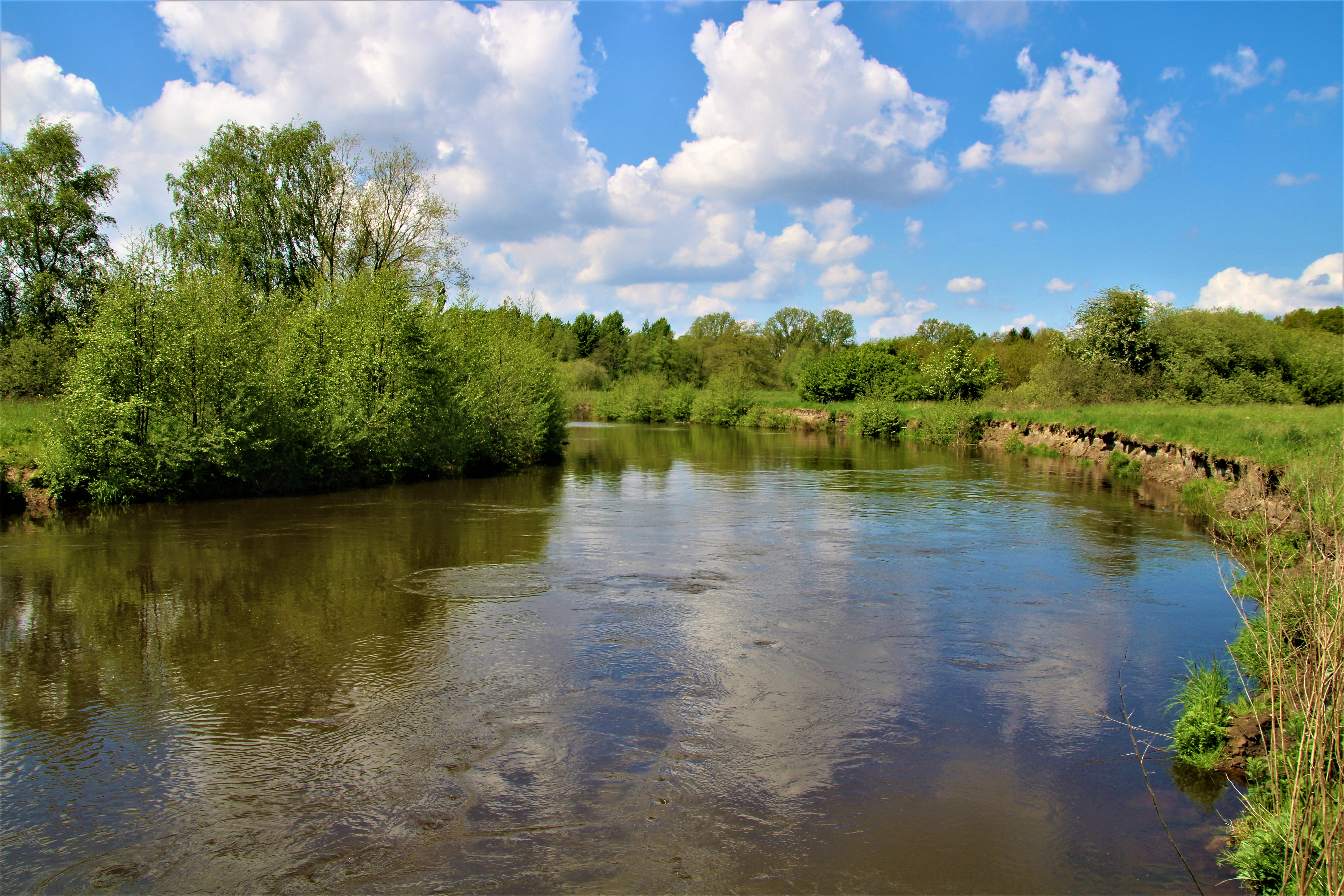
Im Jahr 2014 angelegte Laufverlängerung der Hunte bei Sandhatten

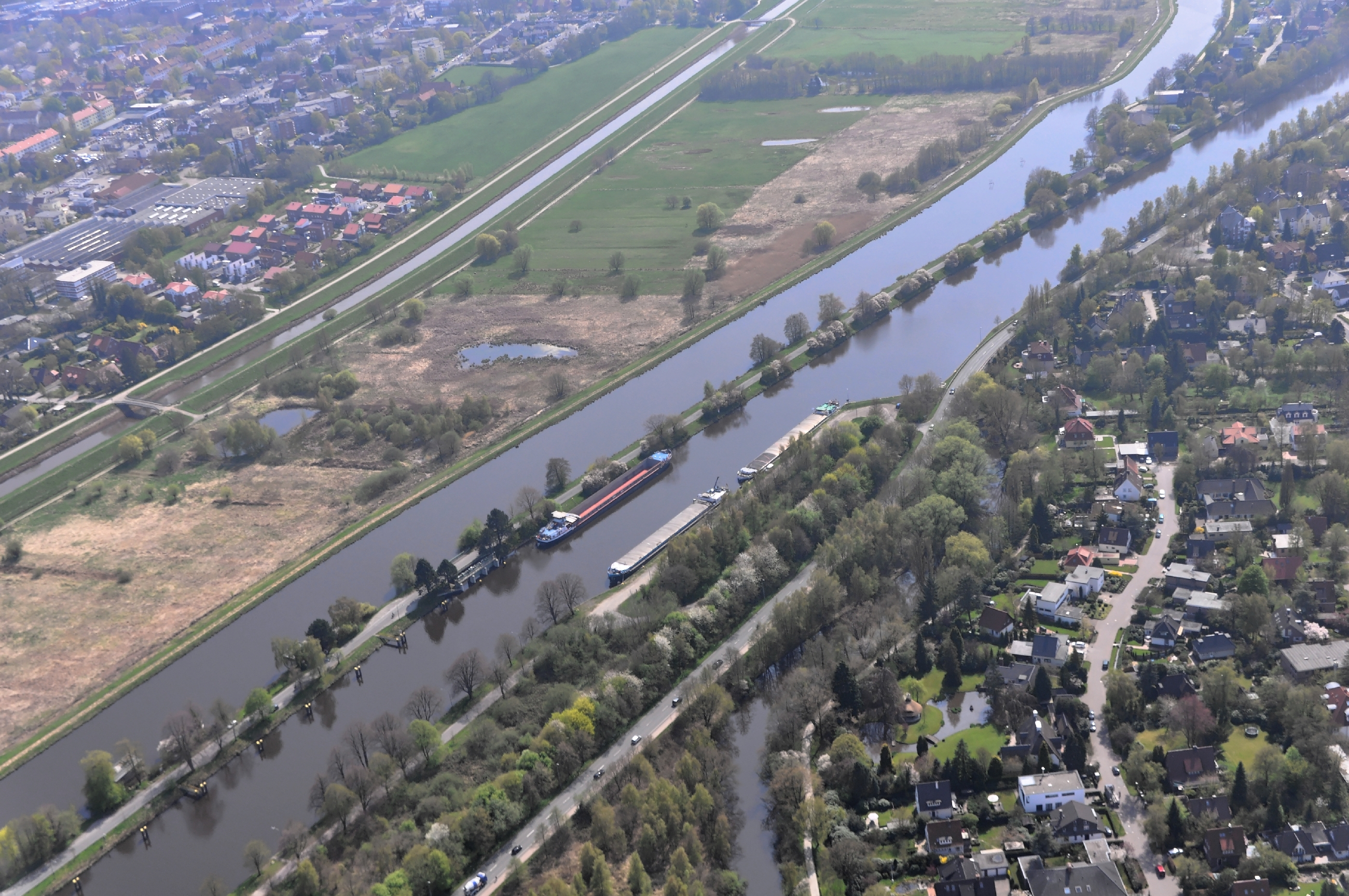
Aufteilung der Hunte im Südwesten von Oldenburg: Links der Osternburger Kanal, in der Mitte links die Neue Hunte, direkt daneben der Küstenkanal, rechts die Mühlenhunte

Bei Wardenburg verlässt sie den Naturpark Wildeshauser Geest. Als Besonderheit kreuzt die Lethe bei Hundsmühlen die Hunte: Ihr Wasser wird durch Düker unter der Hunte hindurch geführt. So kommt es, dass die Lethe, obwohl ihr Einzugsgebiet links der Hunte liegt, über den Osternburger Kanal orografisch von rechts (Süden) im Oldenburger Stadtteil Osternburg in die Hunte einmündet.
Im südlichen Stadtgebiet von Oldenburg, südlich des Küstenkanals, teilt sich die Hunte: Die Alte Hunte wird durch einen Düker bei KüK-km 2,4, oberhalb der Schleuse Oldenburg, von Süden nach Norden geleitet und verläuft dann nördlich des Küstenkanals. Unterhalb der Stadtautobahn wurden umfangreiche wasserbauliche Maßnahmen durchgeführt, die 2006 abgeschlossen wurden. Im Zuge einer Neugestaltung des Flussbades OLANTIS erhielt in diesem Bereich die Alte Hunte (die hier auch „Mühlenhunte“ genannt wird) ein neues, naturnah gestaltetes Bett als Teil des Landschaftsparks Mühlenhunte. Die Alte Hunte fließt anschließend am Schlossgarten und an der Huntestraße entlang und speist unterhalb des Stautors den Alten Hafen. Am Stautor mündet, von links (Westen) kommend, die Haaren in die Hunte.
Die Neue Hunte fließt südöstlich des Küstenkanals parallel zu diesem und mündet unterhalb der Realschule Osternburg, am unteren Ende des Vorhafens der Schleuse Oldenburg, in die Kanaltrasse ein. Von hier ab bis zum km 0,00 gehört die Neue Hunte zum Küstenkanal. An seinem Anfang vereinigt sich die Neue Hunte unterhalb des Wendehafens mit der Alten Hunte. Den Namen „Neue Hunte“ trägt der Flussarm, weil sein Bett erst im Zusammenhang mit den Kanalbauarbeiten angelegt worden ist.

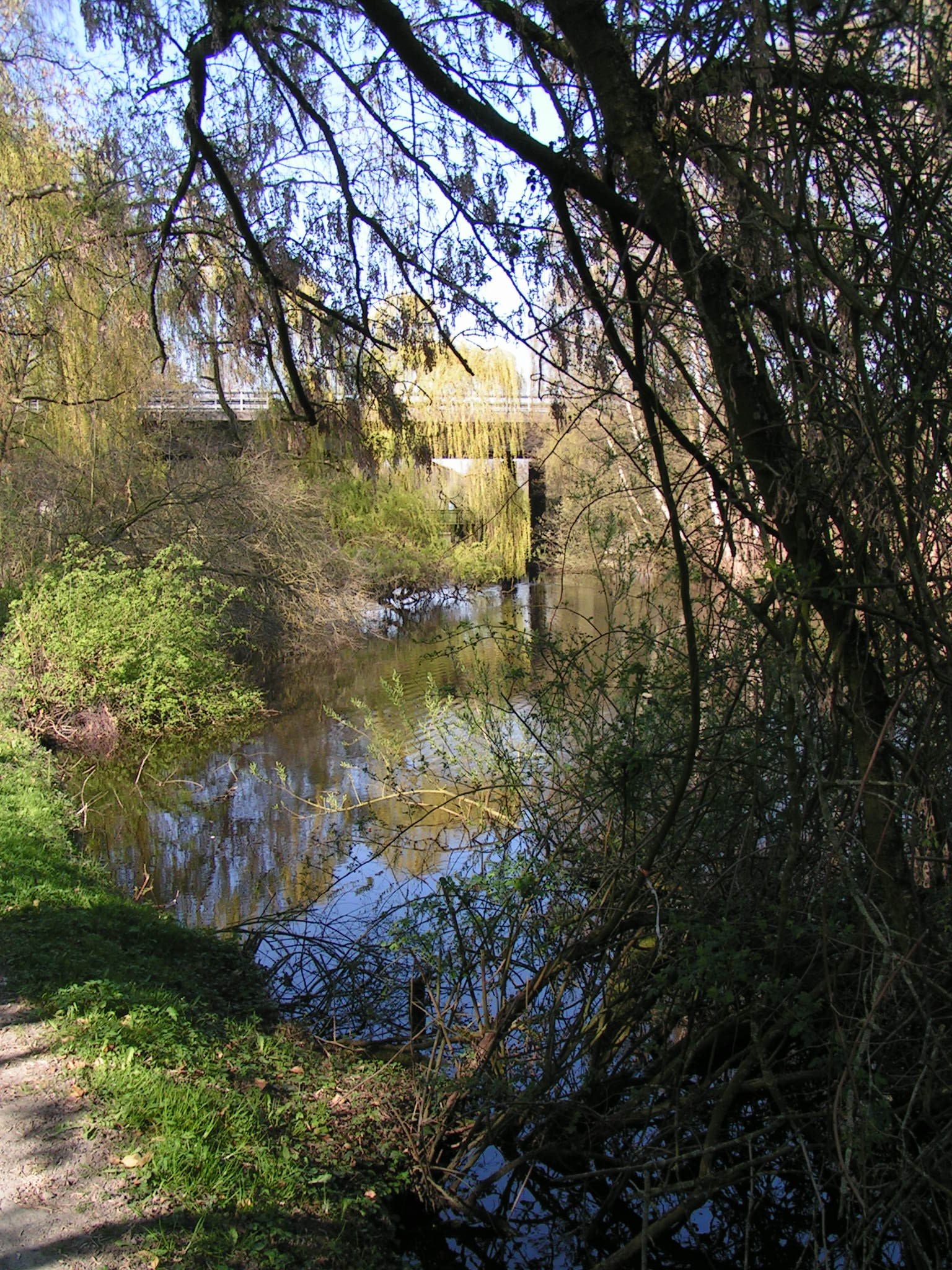
Mühlenhunte oberhalb der A 28 in Oldenburg
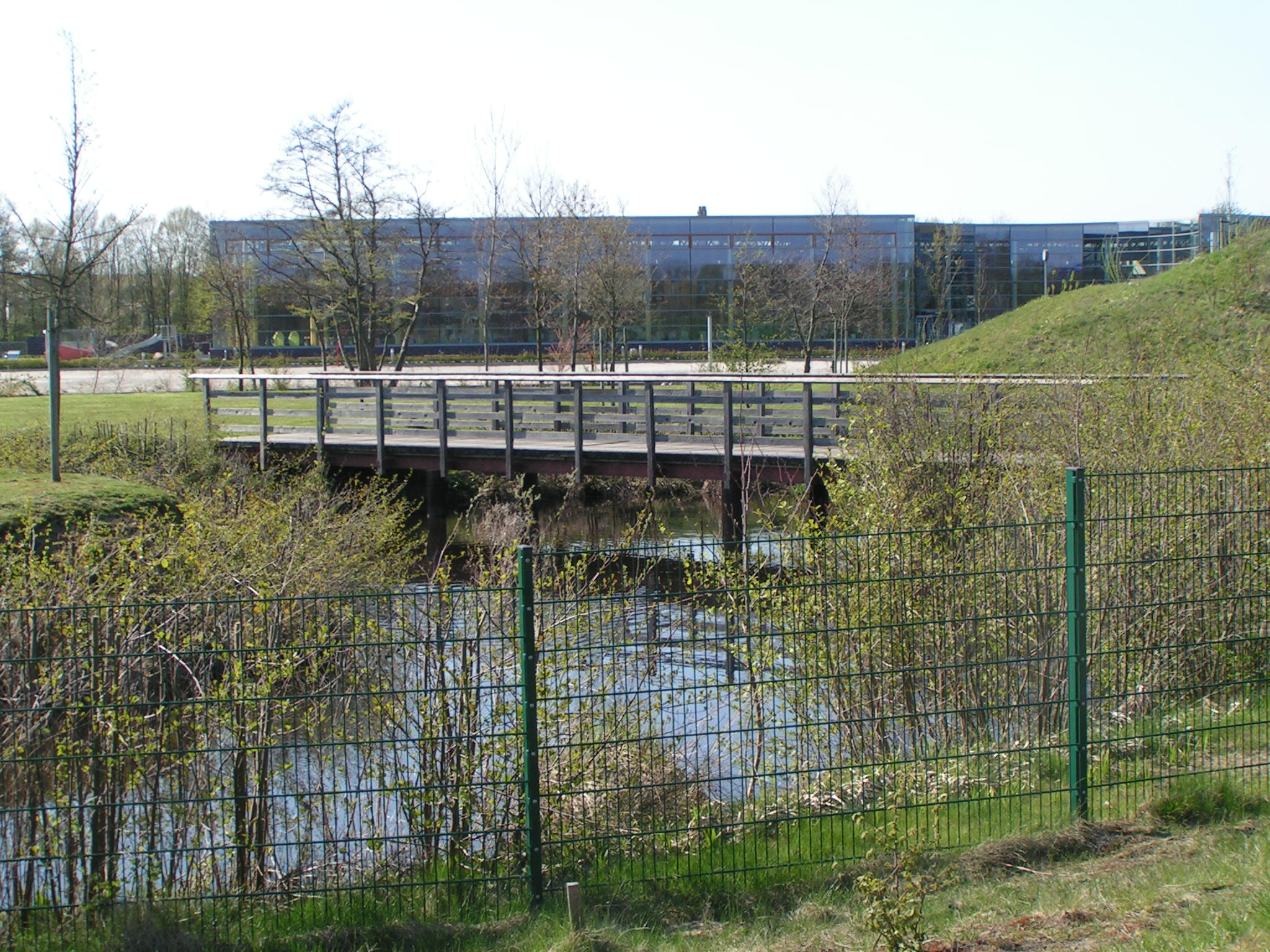
Renaturierte Mühlenhunte unterhalb der A 28 in Oldenburg in der Nähe des Freizeitbades
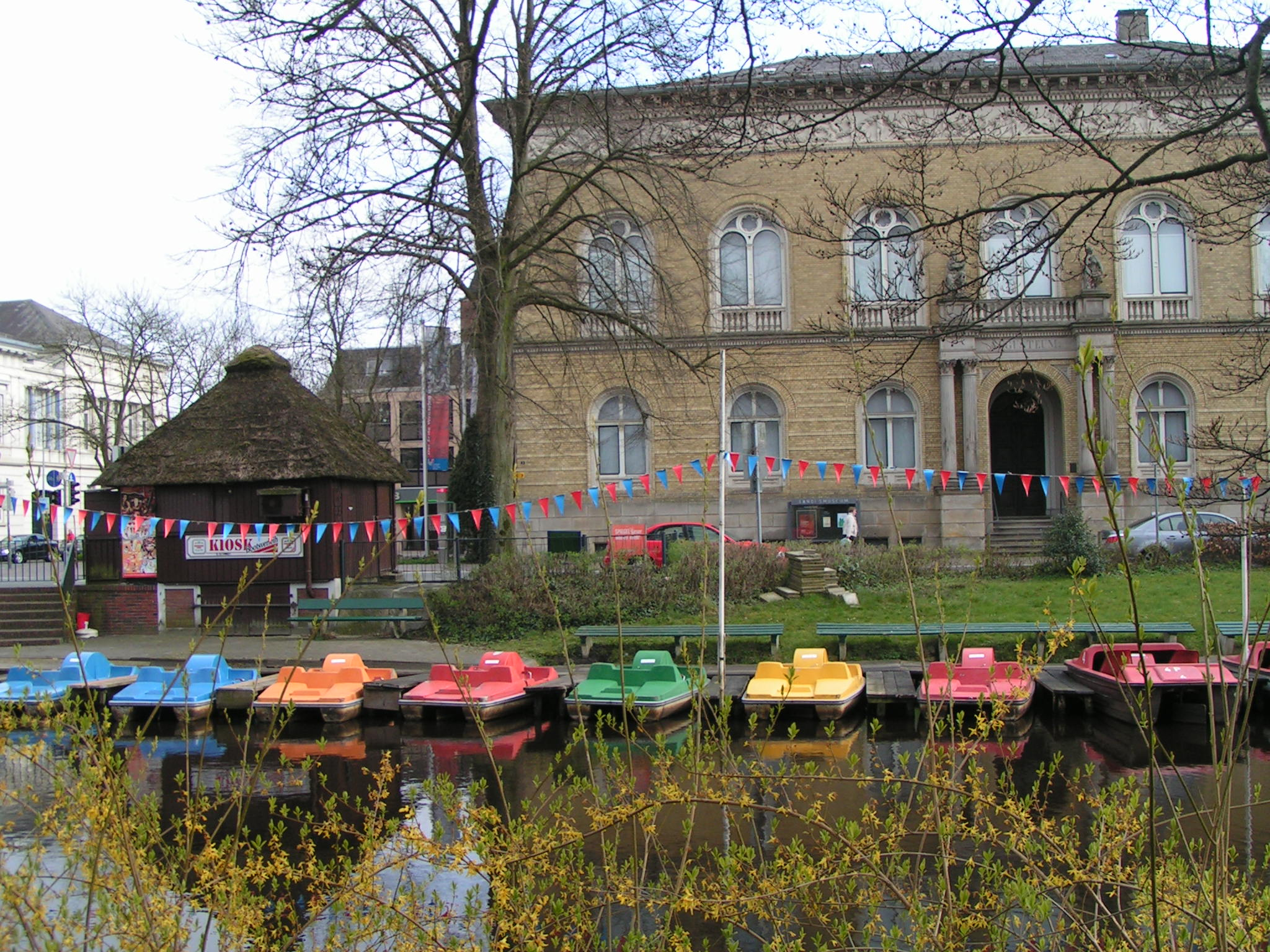
Bootsanleger an der Alten Hunte beim Schlossgarten Oldenburg; im Hintergrund das Augusteum (2008)
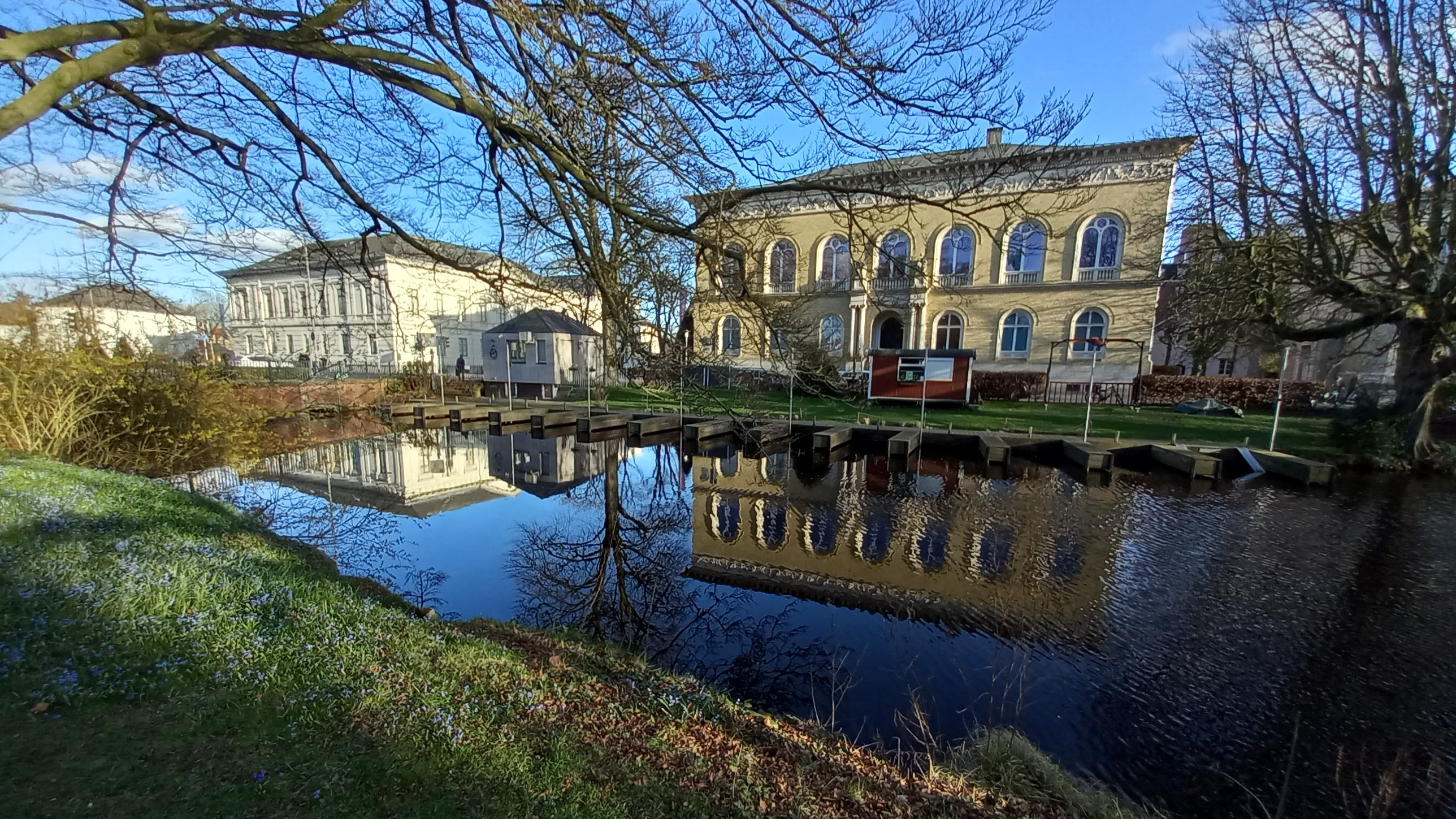
Aktueller Blick vom Prinzenpalais zum Augusteum mit dem neuen Kiosk am Bootsanleger (2024)
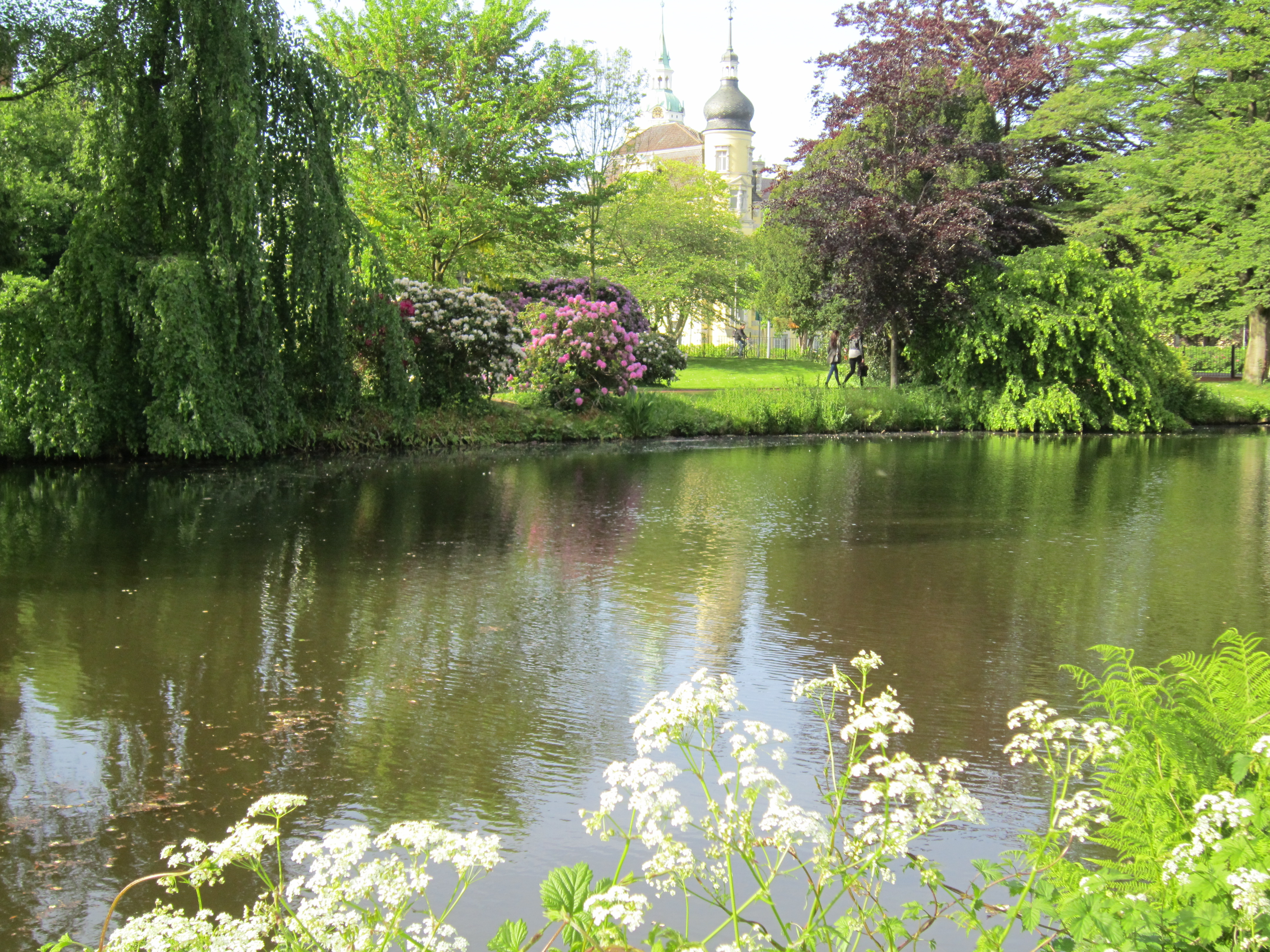
Blick über die Mühlenhunte und den Schlossgarten zum Schloss Oldenburg
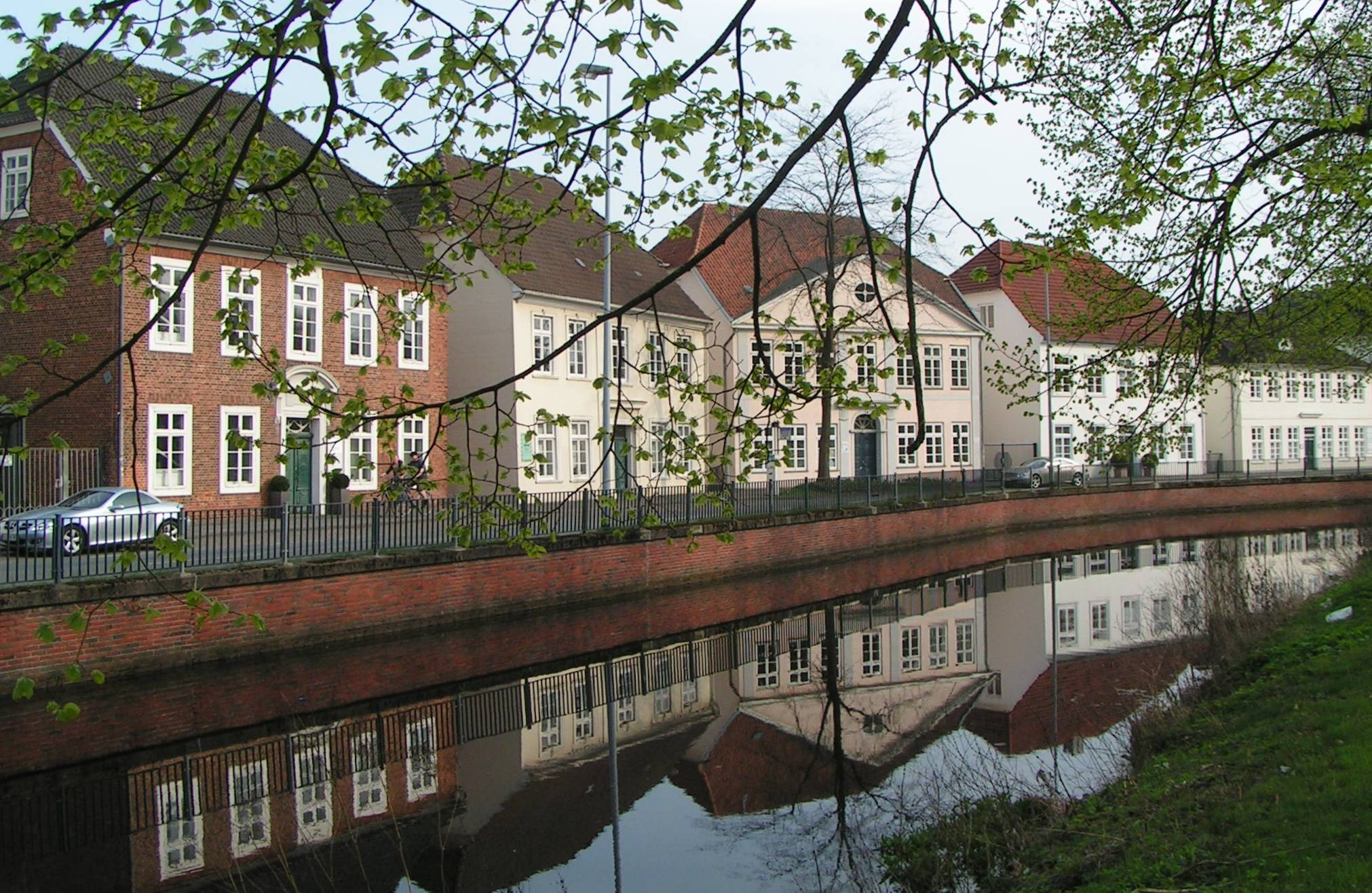
Klassizistische Häuserzeile an der Huntestraße am Rand der Oldenburger Innenstadt

In Oldenburg knickt die Hunte nach Nordosten ab und gelangt ins Marschland. Sie bildet zunächst die Grenze zwischen den Landkreisen Oldenburg und Wesermarsch, etwas stromabwärts dann die Grenze zwischen dem südöstlich gelegenen Stedingen und dem bis an den Jadebusen reichenden Stadland. Südlich von Elsfleth mündet sie in die von Südosten kommende Weser. Bis 1976 floss die Hunte südlich von Elsfleth in den Weserarm Westergate. Dieser wurde nach dem Bau des Huntesperrwerks unterbrochen. Der nördliche Teil der Westergate wird seitdem der Hunte zugerechnet, so dass Elsfleth nicht mehr an der Weser, sondern an der Hunte liegt.

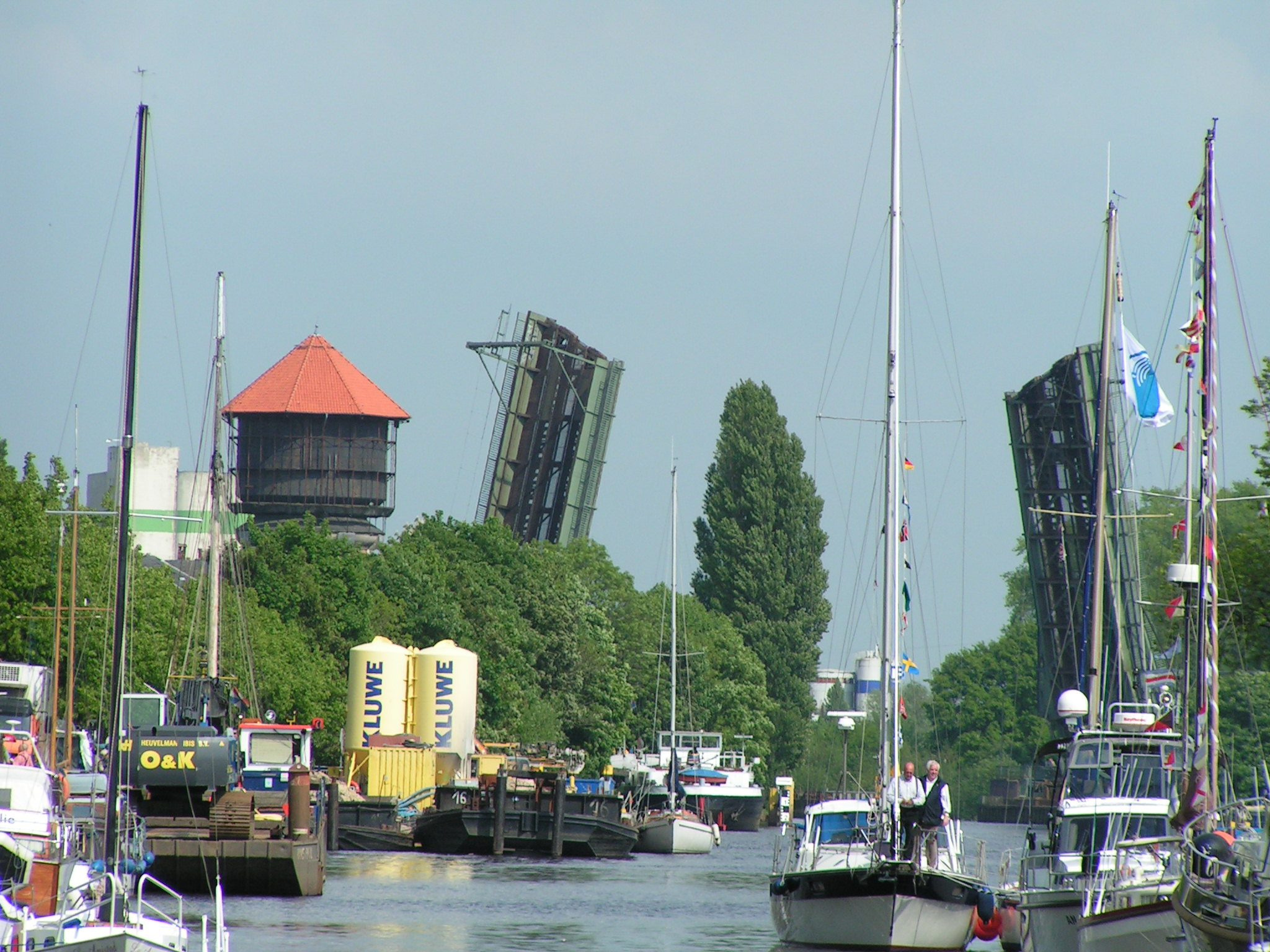
Geöffnete Klappbrücke über die Hunte in Oldenburg
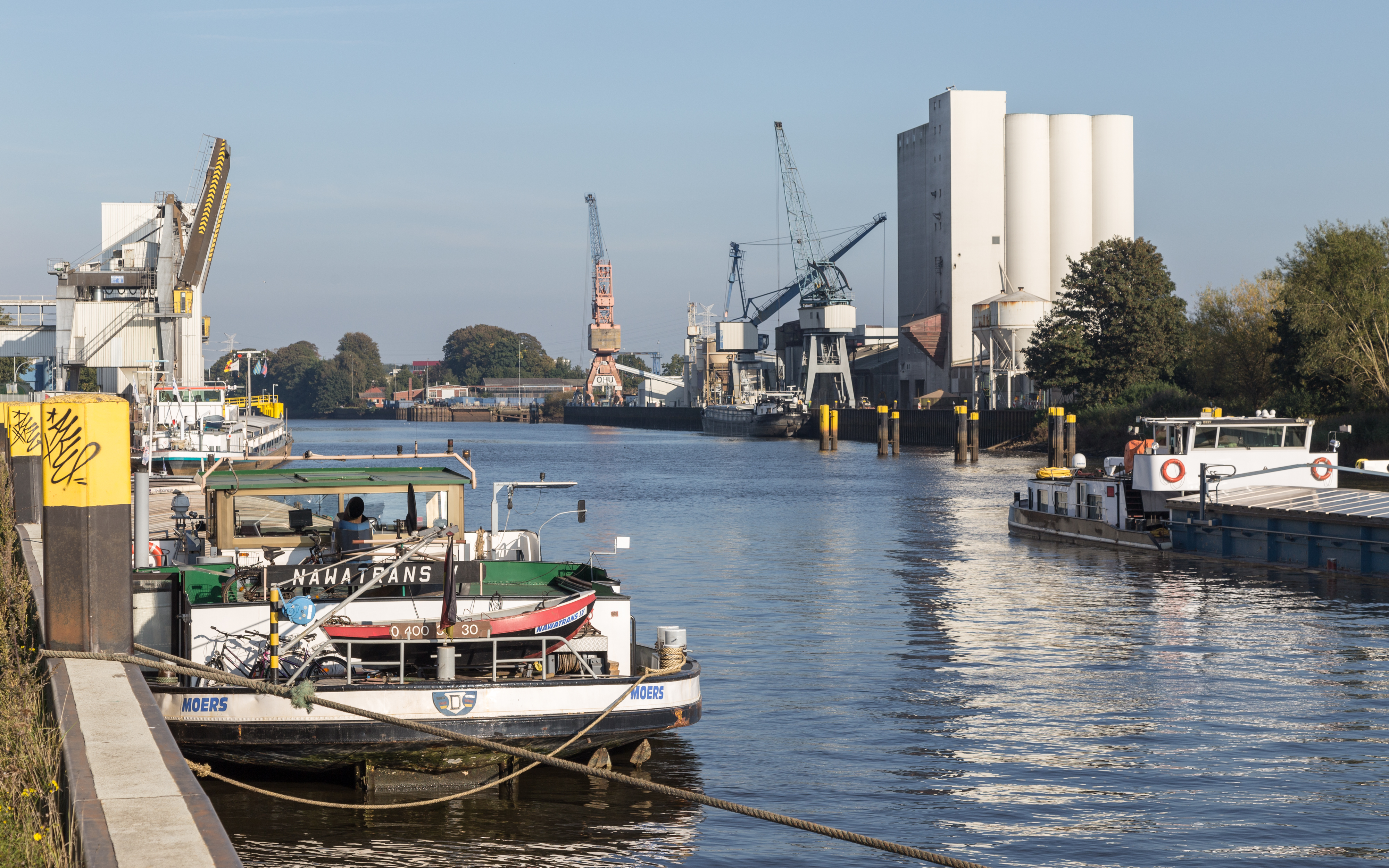
Hafen Oldenburg Nordkaje
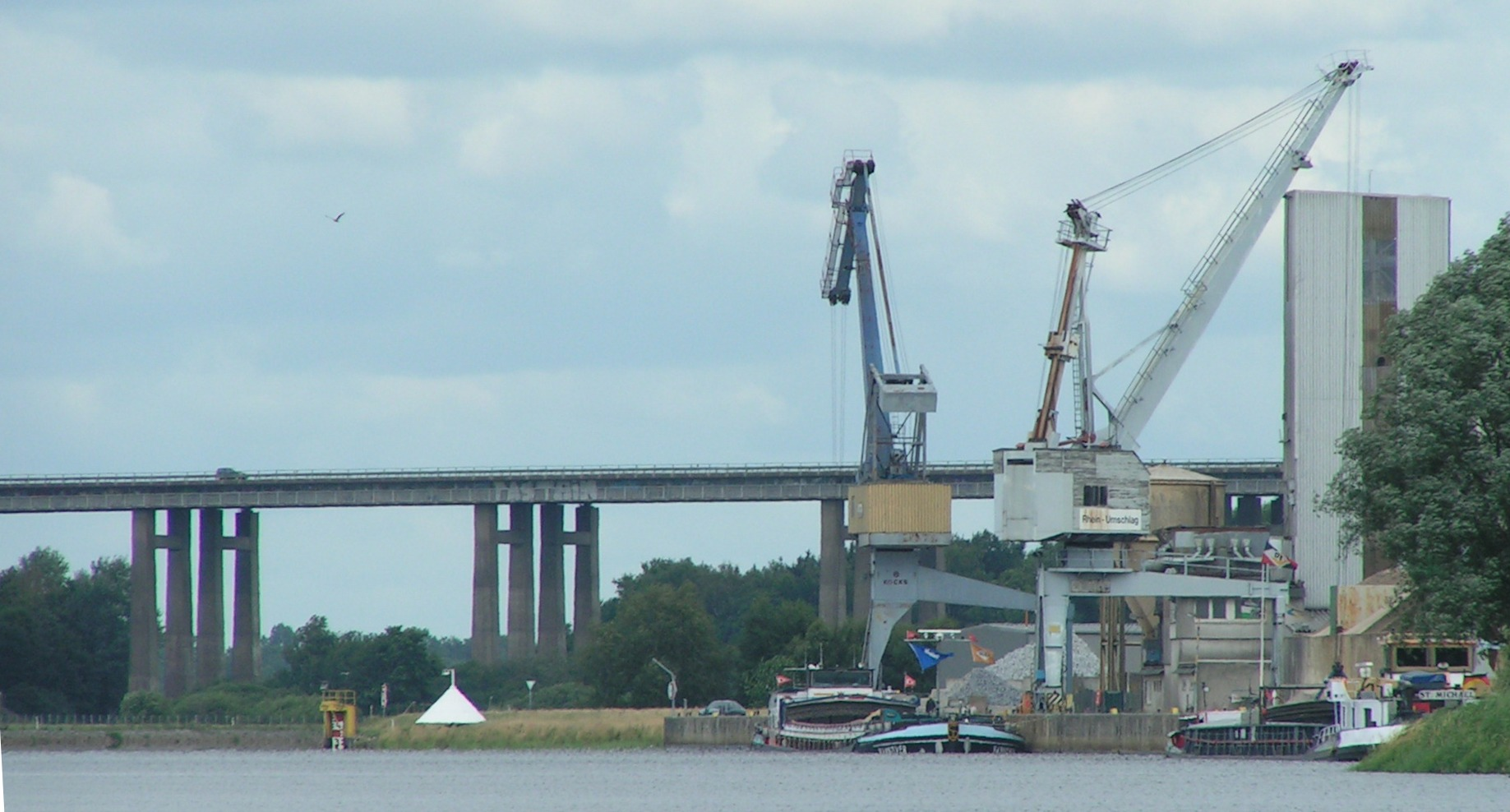
Osthafen und Brücke der A 29 über die Hunte bei Oldenburg
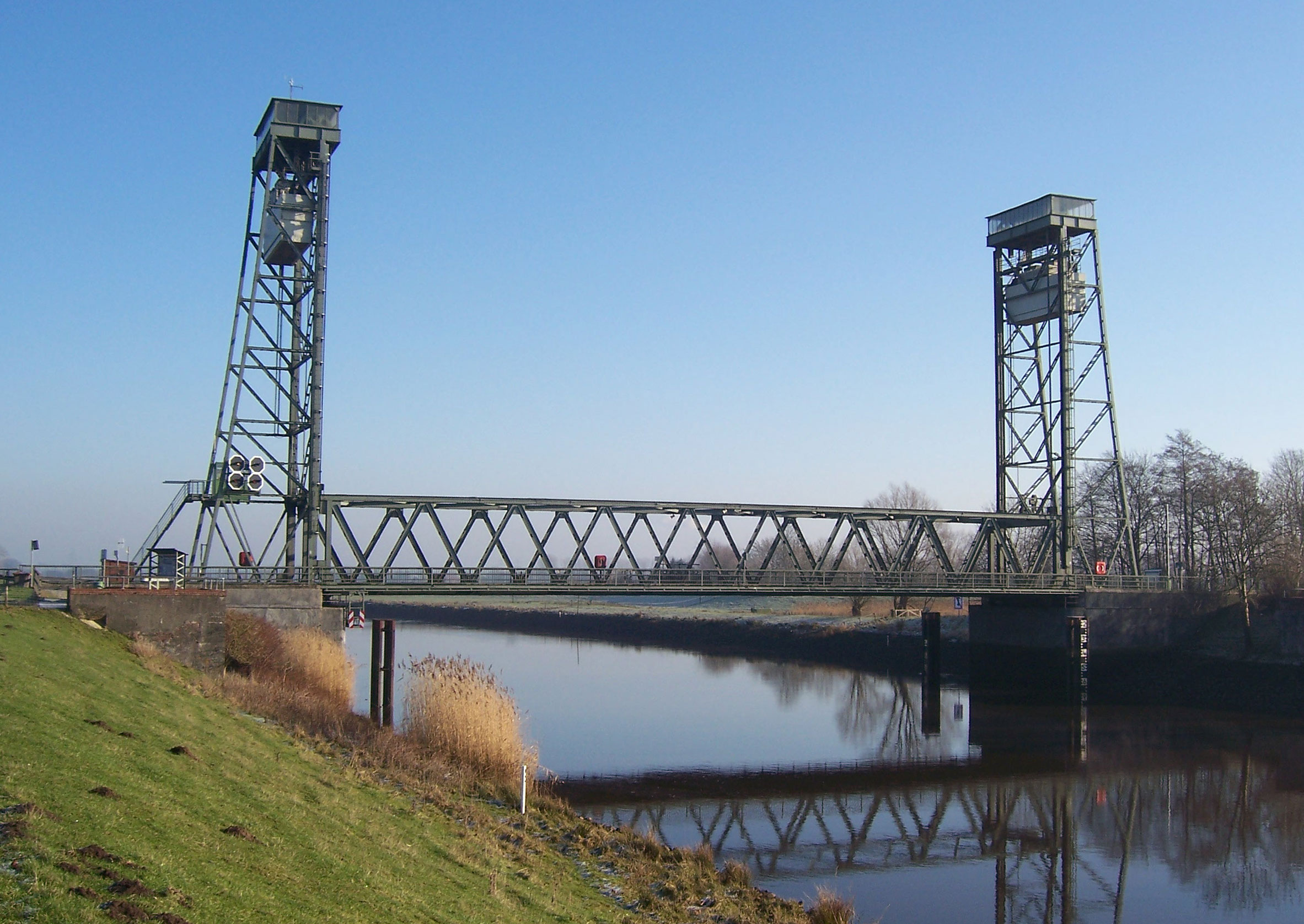
Hubbrücke über die Hunte bei Huntebrück (2018 abgebaut) 53° 12′ 0″ N, 8° 26′ 49″ O
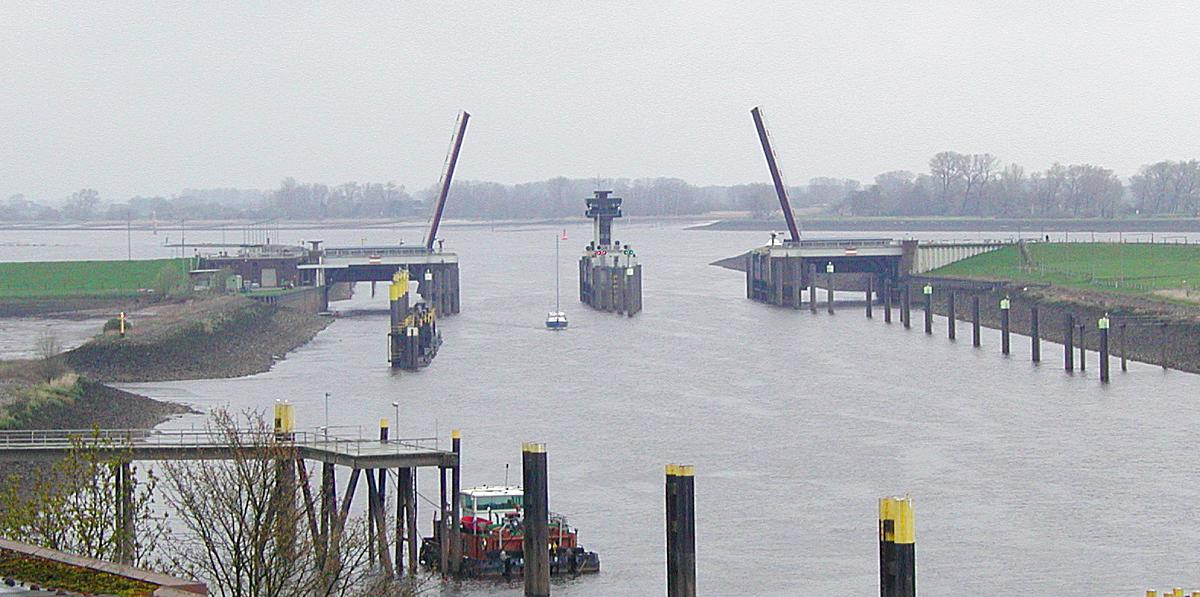
Das Huntesperrwerk bei der Einmündung der Hunte (vorne) in die Weser (hinten) 53° 14′ 55″ N, 8° 28′ 29″ O
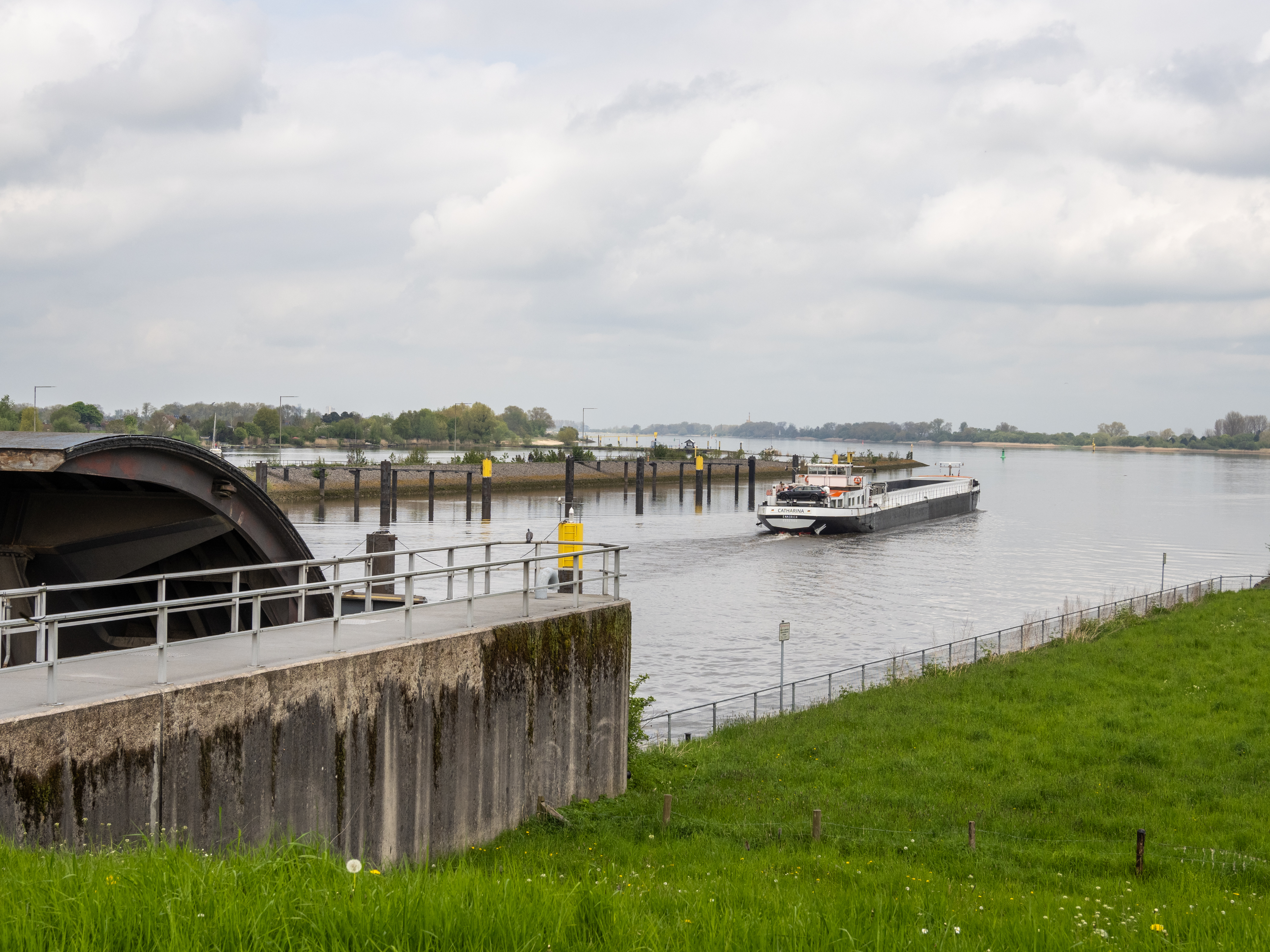
Mündung der Hunte in die Weser

## Einzugsgebiet
Das Einzugsgebiet der Hunte ist relativ schmal (maximale Breite etwa 40 km) und erstreckt sich von Süden nach Norden über die Bundesländer Niedersachsen und zu einem geringen Teil auch Nordrhein-Westfalen (Kreise Minden-Lübbecke und Herford) auf einer Länge von etwa 110 km. Der höchste Punkt des Einzugsgebiets ist der Nonnenstein im Wiehengebirge (275 m ü. NN), die niedrigsten Gebiete des Einzugsgebiets liegen in den Marschen an der unteren Hunte (teilweise unter dem Nullpunkt).
Der weitaus größte Teil des Einzugsgebiets liegt in der Norddeutschen Tiefebene, so dass die Hunte hauptsächlich Moore, Geest und Marsch durchfließt. Ein kleiner Teil liegt im Mittelgebirge.

## Nutzung der Hunte

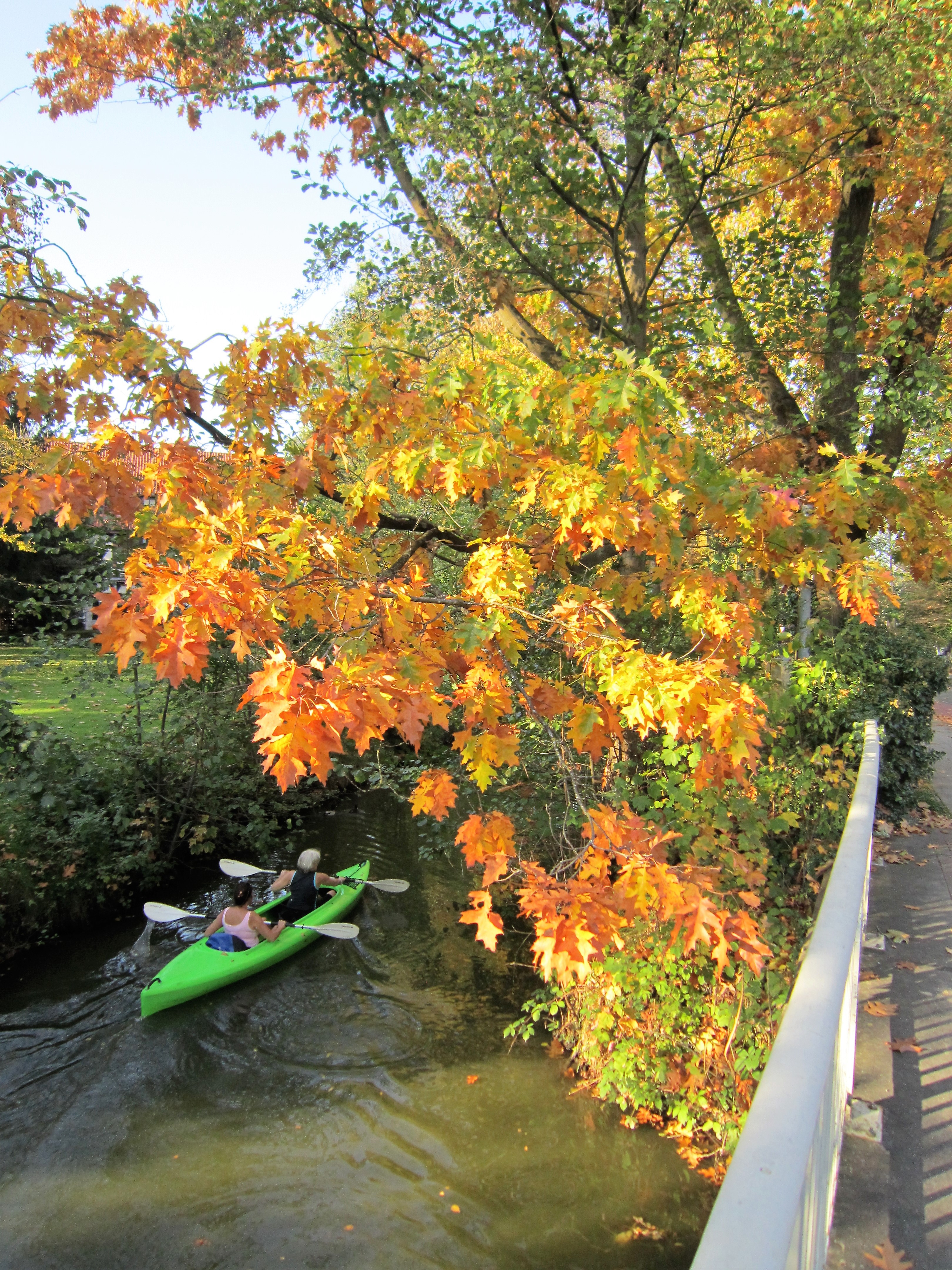
Kanutinnen auf der Lohne in Diepholz

In Wildeshausen und in Oldenburg befinden sich Wasserkraftwerke. Das Kraftwerk Wildeshausen wurde 1913, das Kraftwerk Oldenburg (700 kW, 2 GWh/a) 1927 in Betrieb genommen. Beide Kraftwerke nutzen das fließende Huntewasser zur Erzeugung elektrischer Energie. Darüber hinaus reguliert das Oldenburger Kraftwerk gleichzeitig die Wasserstände der Hunte oder des Küstenkanals auch bei Hochwasser.
Nach dem Niedersächsischen Fischereigesetz von 1978 ist die Hunte in vier Fischereibezirke eingeteilt, und zwar
- Fischereibezirk Hunte I (von der Gemeindegrenze Hustädte – Selingsdorf bis zur Einmündung in den Dümmer)
- Fischereibezirk Dümmer
- Fischereibezirk Hunte II (vom Abfluss aus dem Dümmer bis zur Straßenbrücke der Bundesautobahn 1 bei Wildeshausen)
- Fischereibezirk Hunte III (von der Straßenbrücke der A 1 bis Huntebrück).[9]

Die Hunte unterhalb der Verbindungslinie der Deichscharten bei Huntebrück gilt als Küstengewässer im Sinne von § 16, Abs. 3 des Niedersächsischen Fischereigesetzes.

### Die mittlere Hunte als Wassersport- und Anglerrevier
Der Abschnitt zwischen dem Dümmer und Wildeshausen wird von Kanuten und Ruderern als Revier genutzt. Bei einer Kanuanlegestelle neben einem Wehr unmittelbar südlich der die Hunte überspannenden „Goldenen Brücke“, die die Landkreise Vechta und Diepholz miteinander verbindet, wurde 2013 die Stahlskulptur „Goldregen“ des Friesoyther Schmiedekünstlers Alfred Bullermann aufgestellt.
Der 41 km lange Abschnitt zwischen Wildeshausen und Oldenburg ist als Paddelrevier für Anfänger und Gelegenheitspaddler geeignet. Der Fluss ist hier zwischen 12 und 20 Meter breit, die Fließgeschwindigkeit ist mit etwa zwei Kilometer pro Stunde gering. Es gibt keine Wehre oder andere Hindernisse, keinen motorisierten Schifffahrtsverkehr. Der Abschnitt oberhalb von Wildeshausen hat 14 Wehre, die ein Umtragen der Boote erfordern. Vom 1. April bis 15. Juni gilt hier aus Naturschutzgründen ein Befahrungsverbot, in der übrigen Zeit gibt es eine Bootsgrößenbeschränkung auf 6 m Länge und 1 m Breite.
Die rund 2 Hektar große, im Schnitt 10 bis 15 Meter breite und 2,0 bis 2,5 Meter tiefe Mühlenhunte ist ein beliebtes Freizeit- und Angelrevier. In der Innenstadt von Oldenburg bildet sie die südöstliche Grenze des Oldenburger Schlossgartens.

### Die mittlere Hunte als Binnenschifffahrtsstraße

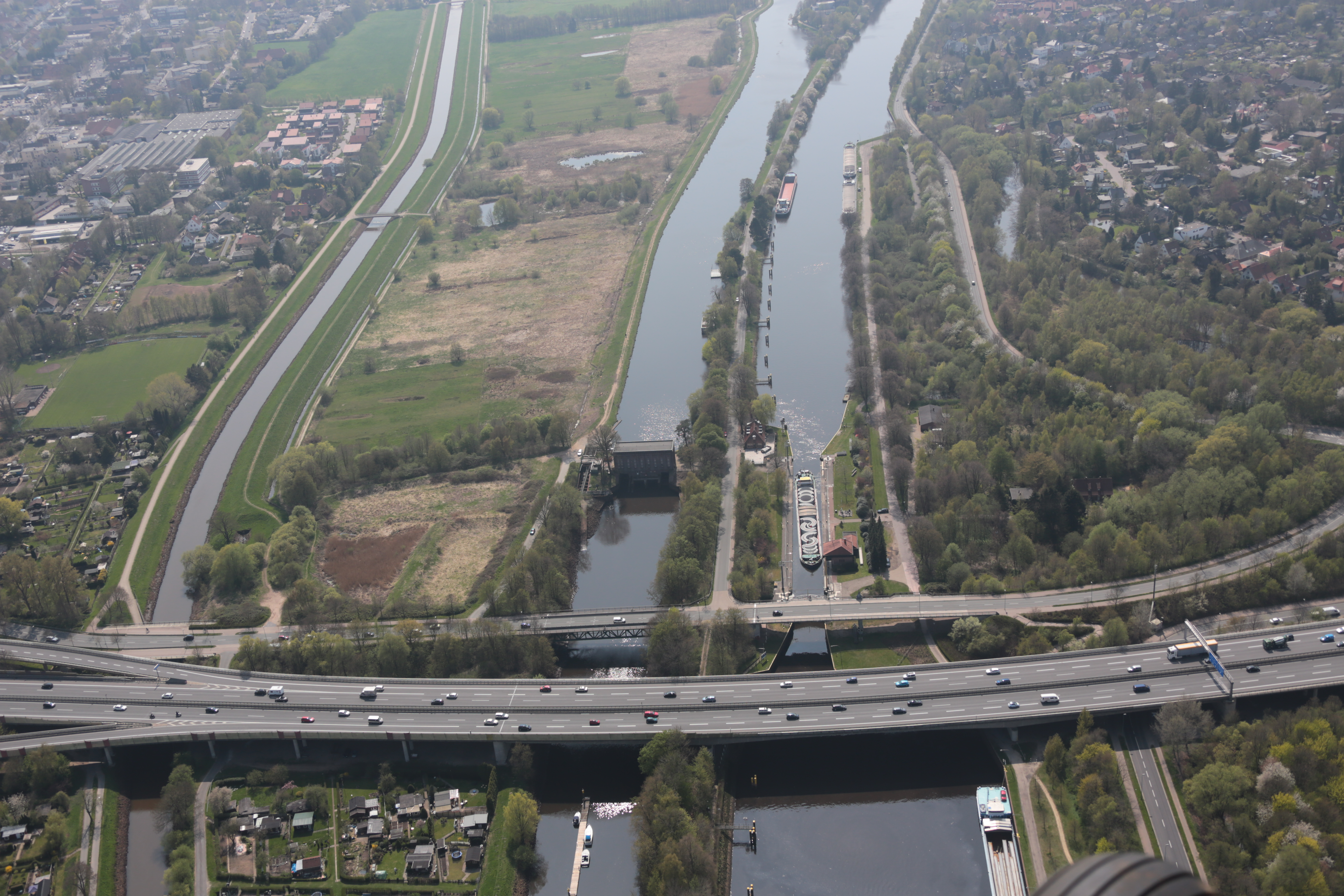
Wasserkraftwerk in der Neuen Hunte, Schleuse im Küstenkanal; unterhalb davon die A 28

Oberhalb der Schleuse Oldenburg verläuft die Hunte, nachdem sie sich in die Neue Hunte und die Mühlenhunte aufgeteilt hat, parallel zum Küstenkanal, von diesem nur durch die Straße Achterdiek getrennt. Erst unterhalb der Schleuse vereinigt sie sich mit dem Kanal. Vom unteren Vorhafen der Schleuse (km 1,22) bis zum Beginn des Küstenkanals 140 m unterhalb der Amalienbrücke in Oldenburg (km 0,00) an der Einfahrt zum Alten Hafen zählt die mittlere Hunte zur Bundeswasserstraße Küstenkanal.

### Die untere Hunte als Seeschifffahrtsstraße
Schon im 14. und 15. Jahrhundert hatte der Schiffsverkehr auf der unteren Hunte von und nach Oldenburg einen beträchtlichen Umfang. Die Schifffahrt war jedoch durch zahlreiche starke Krümmungen sehr erschwert. Ab 1833 bis nach 1952 wurden insgesamt 20 Durchstiche angelegt und regelmäßige Baggerungen durchgeführt. Damit verkürzte sich die Streckenlänge bis zur Westergate von ursprünglich etwa 34 km um gut 12 km. Gleichzeitig wuchs der mittlere Tidenhub in Oldenburg auf heute 2,6 m. In den 1990er Jahren wurden Vertiefungsbaggerungen und Kurvenabflachungen vorgenommen.
Der km 0,00, 140 m unterhalb der Amalienbrücke, ist nach Westen der Anfangspunkt des Küstenkanals, nach Osten der Anfangspunkt der Bundeswasserstraße Hunte (untere Hunte) als Seeschifffahrtsstraße (Geltungsbereich der Seeschifffahrtsstraßen-Ordnung) mit dem End-km 24,63 bei Unterweser-km 32,09. Zuständig ist das Wasserstraßen- und Schifffahrtsamt Weser-Jade-Nordsee.
Küstenkanal und untere Hunte bilden den Schifffahrtsweg zwischen Ems und Unterweser. Der Küstenkanal gehört zur Klasse IV der Binnenwasserstraßen, die Hunte zur Klasse Va mit Einschränkungen. Während der Kanal nur für Schiffe bis 2,5 m Tiefgang zugelassen ist, ermöglicht die Ausbaggerung der Hunte auch kleineren Seeschiffen, Küstenmotorschiffen bis zu 4 m Tiefgang die Zufahrt zum Oldenburger Hafen. Auch Schiffe mit hohen Aufbauten können die Hunte nutzen, da ab dem Oldenburger Hafen Brücken entweder sehr hoch oder beweglich (Klapp- oder Hubbrücken) sind.

## Naturschutzgebiete

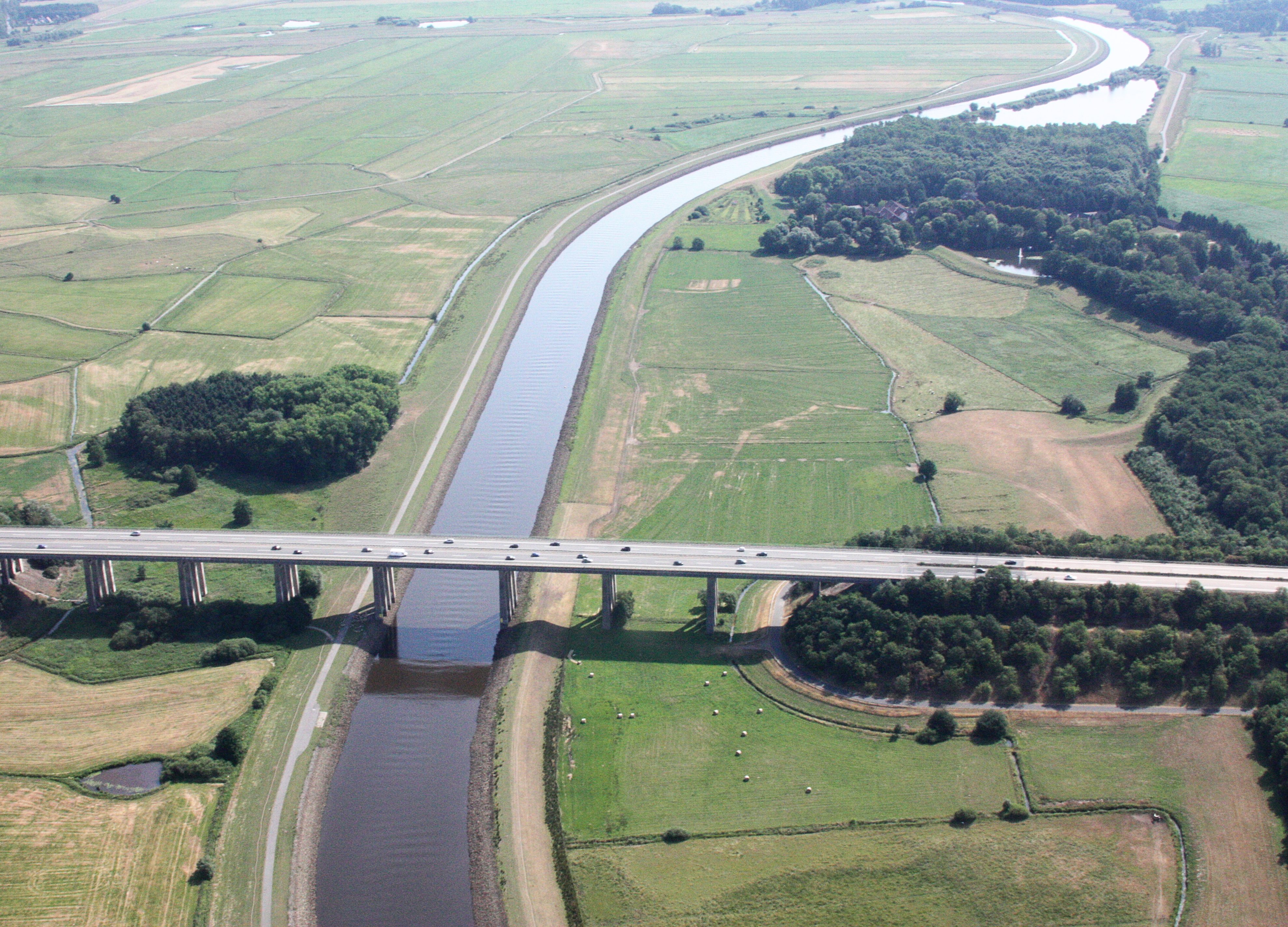
Hochbrücke der A 29 über die Hunte bei Oldenburg. Am linken Ufer flussabwärts der Brücke das Naturschutzgebiet Bornhorster Huntewiesen

Die Hunte berührt in ihrem Verlauf die folgenden Naturschutzgebiete bzw. durchquert sie:
- Obere Hunte
- Ochsenmoor
- Westliche Dümmerniederung
- Dümmer
- Hohe Sieben
- Huntebruch und Huntebruchwiesen
- Pestruper Moor
- Poggenpohlsmoor
- Mittlere Hunte
- Barneführer Holz und Schreensmoor
- Bornhorster Huntewiesen
- Moorhauser Polder

## Bauwerke

### Straßenbrücken in Oldenburg

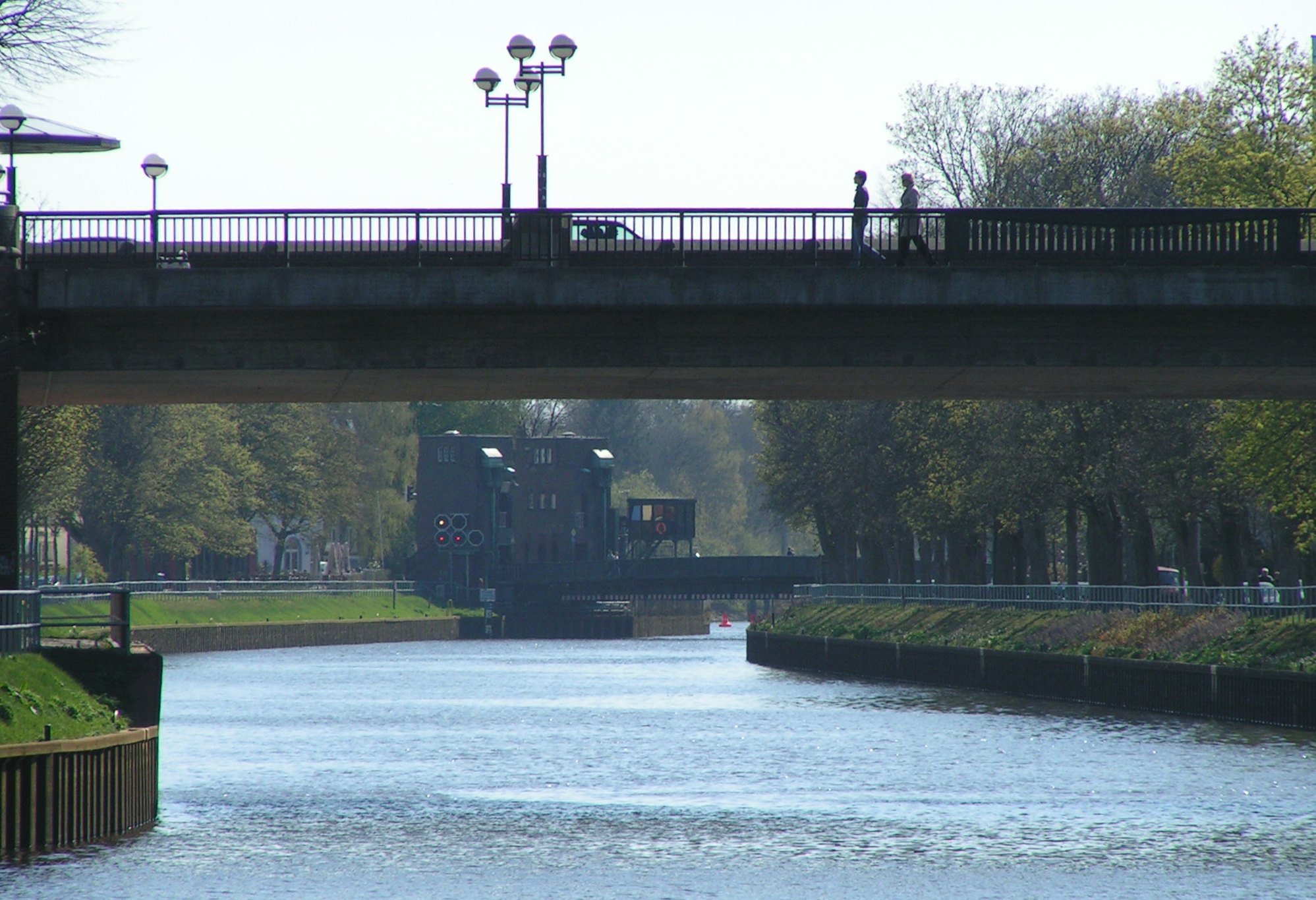
Amalienbrücke (vorne) und Cäcilienbrücke (hinten) über die zum Küstenkanal gehörende Neue Hunte

Die Hunte soll im Stadtgebiet von Oldenburg (ohne Berücksichtigung der Alten Hunte) dauerhaft von insgesamt fünf Straßenbrücken überquert werden.
Flussabwärts gesehen sind dies
- Niedersachsendamm
- Autobahnbrücke der BAB 28
- Cäcilienbrücke (aktuell nicht existent)

Die erste Cäcilienbrücke querte die Hunte ab 1832. Die Brücke wurde mit dem Bau des Küstenkanals durch eine Hubbrücke ersetzt. Die 1927 fertiggestellte Brücke querte die Hunte an dieser Stelle bis 2020 und wurde wegen Baufälligkeit abgerissen. 2023 soll mit dem Bau eines Ersatzbauwerks begonnen werden.
- Amalienbrücke

Die erste Amalienbrücke querte die Hunte ab 1893. Zunächst befand sich hier eine Zugbrücke, die jedoch mit dem Bau des Küstenkanals durch eine Hubbrücke ersetzt wurde. Von 1978 bis 1981 wurde die Hubbrücke durch eine feste Brücke etwas unterhalb der alten Hubbrücke ersetzt. Der erste Standort der Amalienbrücke ist nicht mehr durch bloßen Augenschein auszumachen.
- Hochbrücke der A 29

Da die Tragfähigkeit der 1978 errichteten Brücke auf Dauer nicht mehr gewährleistet war, wurde beschlossen, einen Ersatzbau zu errichten. Sie soll 441 Meter lang, 31 Meter breit und knapp 30 Meter hoch sein und von 14 statt von 36 Pfeilern gestützt werden. Die Bauarbeiten sollen von 2022 bis 2029 dauern.

### Eisenbahnbrücke in Oldenburg

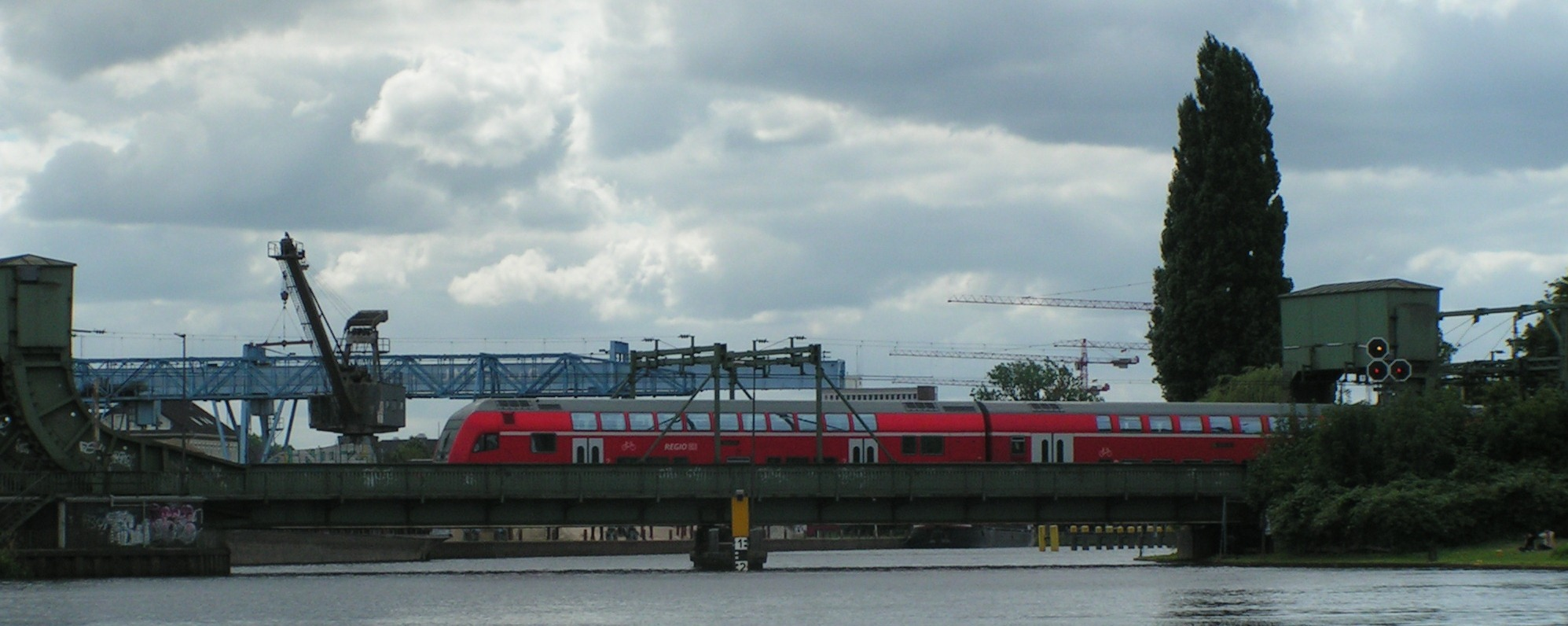
Eisenbahn-Klappbrücke über die Hunte

In Oldenburg überspannt die Brücke der Bahnstrecken Oldenburg–Bremen und Oldenburg–Osnabrück die Hunte. Die Rollklappbrücke verfügt über zwei Durchfahrten für Schiffe. Beide Klappen können unabhängig voneinander geöffnet werden. Die Öffnung erfolgt hydraulisch mittels Hubzylinder, nachdem die ursprüngliche mechanische Steuerung per Triebrädern und Kurbelmechanismus 2003 gegen eine hydraulische Steuerung ausgetauscht worden war.
Die Klappbrücke an dieser Stelle wurde von 1946 bis 1954 gebaut. Die Klappe über die südliche Durchfahrt konnte bereits 1952 in Betrieb genommen werden, die Klappe über die nördliche Durchfahrt dann 1954. Die Brücke ersetzt eine feste Querung über die Hunte, nachdem eine seit Juli 1866 an gleicher Stelle vorhandene Drehbrücke im April 1945 zerstört worden war. Die zerstörte Drehbrücke wurde zunächst durch eine feste Querung ersetzt, die jedoch den Schiffsverkehr auf der Hunte zu stark behinderte.
Die im Zuge der Streckenelektrifizierung 1982 angebrachte Oberleitung besitzt an dieser Stelle eine besondere Konstruktion. Auf den beiden Klappen befinden sich dauerhaft gespannte Leitungssegmente, die an den äußeren Enden der Klappen an zwei Traversen aufgehängt sind. In der Mitte der Brücke stehen zur Seite abgebogene Trennstücke hinaus, die bei geschlossener Brücke passgenau ineinander greifen. Uferseitig werden die Oberleitungen vom Land her kommend einige Meter vor der Brücke an einer massiven Quertraverse in rechtem Winkel nach außen geführt und seitlich abgespannt. Die so entstehende Lücke, die beim Öffnen der Brückenklappen Platz für die sich senkenden Gegengewichte schafft, wird durch zwei an der Quertraverse längs überstehende Metallbügel überbrückt, die bei sich öffnender Brücke seitlich ausschwenken.
Neben dem Bahnverkehr, dem hier zwei Gleise zur Verfügung stehen, kann sie auch zu Fuß und mit dem Fahrrad überquert werden. Sie gehört der Deutschen Bahn und wird von einem Stellwerk auf der Nordseite der Brücke gesteuert.

### Ehemalige Hubbrücke Huntebrück
Das niedersächsische Baudenkmal Hubbrücke Huntebrück wurde 1951 bis 1953 für die B212 von Huntebrück (zu Berne) erbaut und galt bis 2015 als eine der ältesten in Betrieb befindlichen Hubbrücken in Deutschland. Die Fahrbahn der Straße verläuft in einem Stahlgittertrog, der mit einem Elektromotor in Brückenmitte von 42 kW (57 PS) Leistung bewegt wird. Die Gegengewichte in den Hubtürmen wiegen je 155 t. Bei mittlerem Tidehochwasser beträgt die Durchfahrtshöhe in den beiden Hubstufen 8,23 m bzw. 24,53 m. Der Hubvorgang benötigt 2 Minuten, bei Nutzung der Schnellstufe 30 Sekunden.
Im Zuge des Neubaus der Bundesstraße 212 (B 212n) wurde 2015 die Hubbrücke durch eine Klappbrücke ersetzt. Ende August 2018 begann der Rückbau der Hubbrücke.

### Klappbrücke Huntebrück

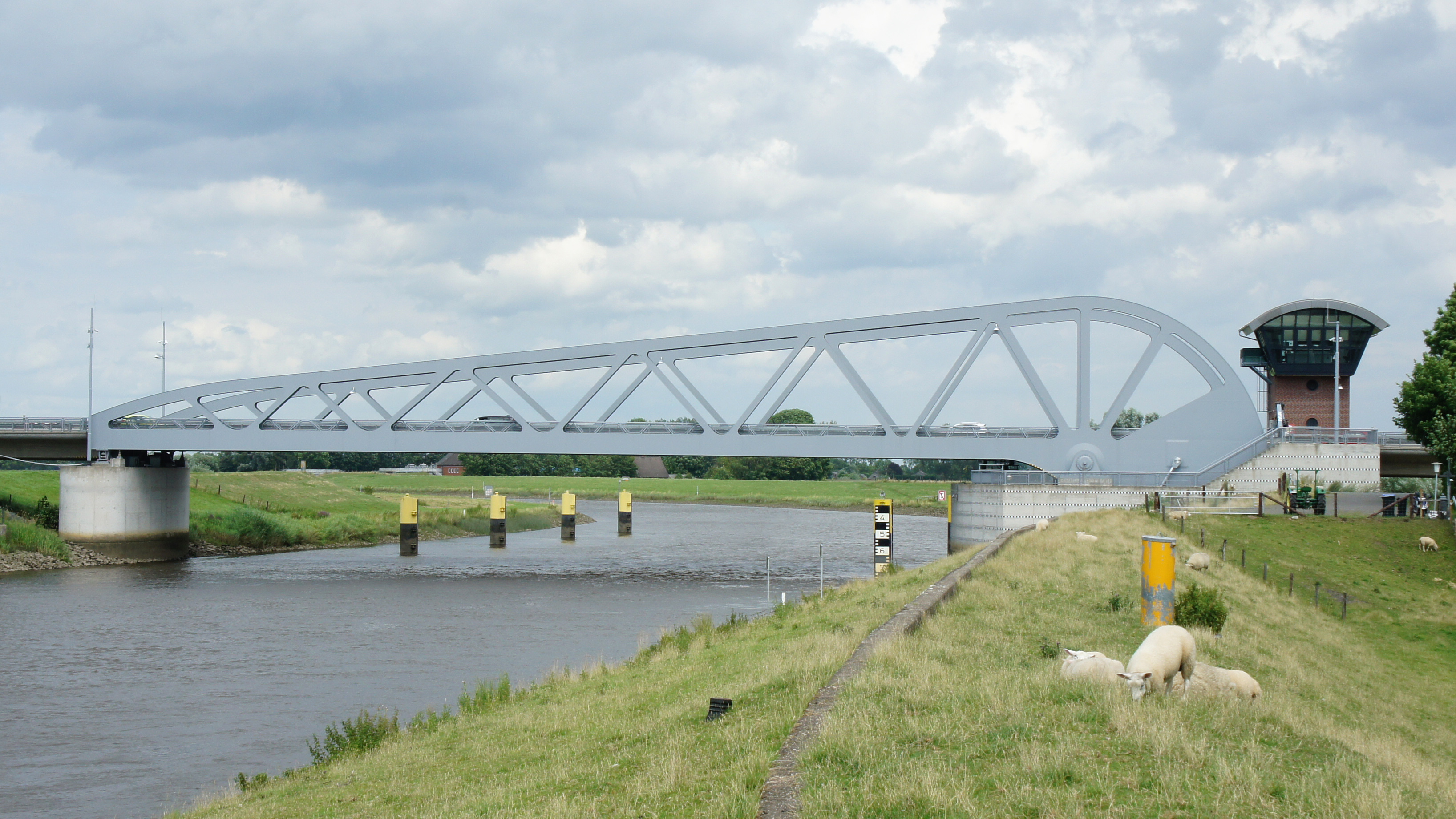
Klappbrücke Huntebrück

Der Ersatzneubau einer Klappbrücke über die Hunte war im November 2009 ausgeschrieben worden. Als Fertigstellungstermin wurde Mitte 2012 anvisiert. Vor allem der schlechte Baugrund verzögerte die Arbeiten erheblich. Am 10. Dezember 2015 wurde die Brücke feierlich eingeweiht. Sie ersetzt die Hubbrücke, die seit Jahren nur noch mit großem Aufwand betrieben werden konnte.
Die rund 20 Millionen teure Klappbrücke ist 1,90 Meter höher angelegt als die bisherige Hubbrücke, wodurch sie nicht so oft angehoben werden muss. Das vollständige Anheben der 84 Meter langen Klappe dauert rund 3 Minuten. Sie ist die größte einflüglige Klappbrücke in Deutschland.

### Eisenbahnbrücke bei Elsfleth

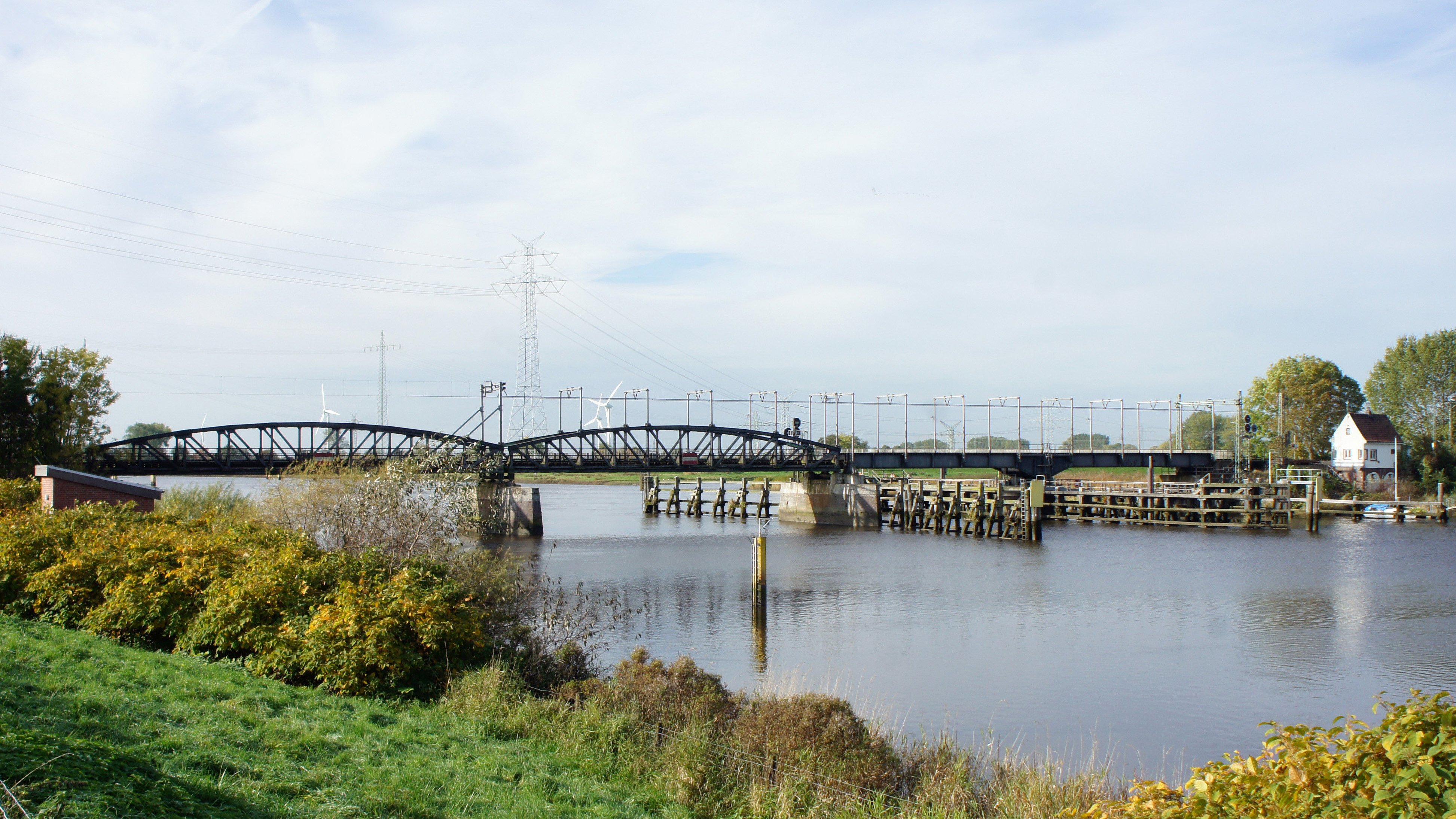
Eisenbahn-Drehbrücke bei Elsfleth (2015)

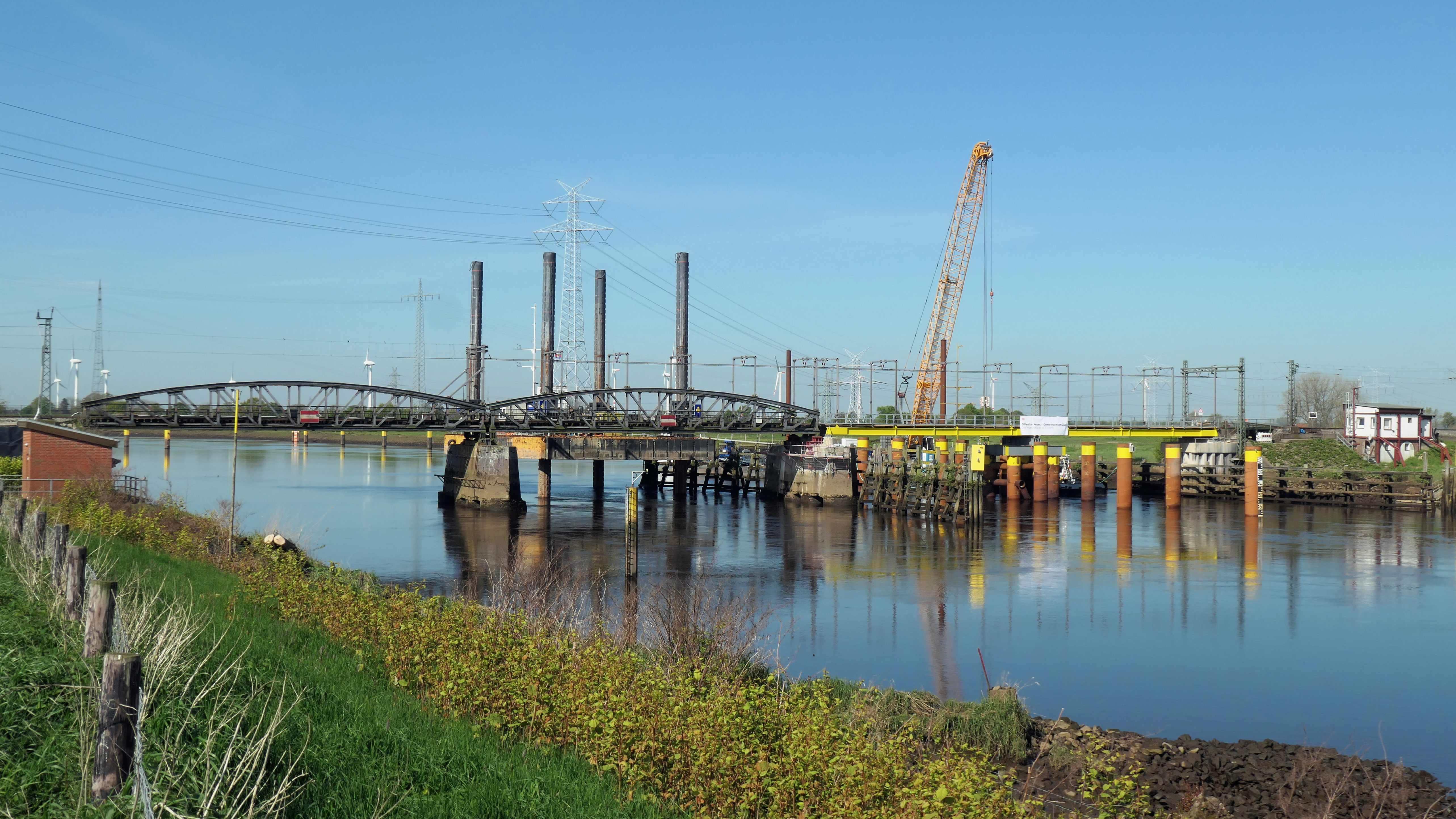
Die Hilfsbrücke am 29. April 2024

Etwa einen Kilometer abwärts der Klappbrücke überquerte zwischen Elsfleth und Ohrt eine 1927 erbaute Stahlgitterdrehbrücke der Bahnstrecke Hude–Nordenham-Blexen die Hunte. Im Februar 2024 kollidierte ein Binnenschiff mit der Brücke und beschädigte diese so schwer, dass sie für den Bahnverkehr gesperrt werden musste. Die zerstörte Brücke wurde zurückgebaut und Ende April 2024 durch eine Hilfsbrücke ersetzt.
Am 23. April 2024 wurden zwei je 24 m lange Hilfsbrücken der Deutschen Bahn über die Hunte eingehoben. Nach erfolgreicher technischer Abnahme wurde sie am 29. April in Betrieb genommen und die Strecke ohne Einschränkungen für Personen- und Güterzüge freigegeben. Da sich die Brücke allerdings nicht für den Schiffsverkehr öffnen lässt, ist die neue Durchfahrtshöhe nun durch die Unterkante der Hilfsbrücke vorgegeben und ist zudem tideabhängig. Ein Brückenneubau soll beschleunigt geplant werden. Im Juli 2024 kollidierte ein weiteres Schiff mit einer der Hilfsbrücken und machte auch diese unbrauchbar.
Die Deutsche Bahn stellte im September 2024 erste Pläne zum geplanten Brückenneubau vor. Errichtet werden soll eine Hub-Drehbrücke in der technischen Art wie die Friesenbrücke, die zurzeit über die Ems gebaut wird. Ziel soll eine Inbetriebnahme Ende 2027/Anfang 2028 sein.

### Huntesperrwerk
An der Mündung der Hunte in die Weser bei Elsfleth befindet sich zur Sturmflutabsperrung das 1976 bis 1979 erbaute Huntesperrwerk. Zwei mächtige, konvex gebogene Sperrtore (Segmentschützen) in den je 20 m breiten Durchflussöffnungen und zwei zweiteilige Stemmtore in den je 26 m breiten Schifffahrtsöffnungen können bei Sturmflut geschlossen werden und schützen so das Hinterland vor Überflutung. Das Sperrwerk ist mit einer Klappbrücke überbaut, die tagsüber zu jeder vollen Stunde geschlossen wird und für fünf Minuten die Überquerung der Hunte für Fußgänger und Radfahrer ermöglicht, sofern der Schiffsverkehr es zulässt. Um die Schifffahrt auf der Hunte so wenig wie möglich zu behindern, ist das Huntesperrwerk normalerweise geöffnet.

### Überlaufpolder
Unterhalb der Stadt Oldenburg liegen Überlaufpolder, in die bei Schließung des Huntesperrwerks Hochwasser der Hunte fließt. Mitte des 19. Jahrhunderts konnten sowohl bei Hochwasser als auch bei Sturmfluten rund 15 km² Niederungsgebiete Wasser aufnehmen. Durch Eindeichungen und die Ausdehnung der Stadt Oldenburg reduzierte sich die Fläche auf circa 8 km². 1927 setzte das oldenburgische Innenministerium eine maximale Höhe für die Sommerdeiche fest, um die Hochwassergefahr für die Stadt zu reduzieren. Beim Bau des Huntesperrwerks wurde ein weiterer Polder gebaut, so dass bei einer Sperrzeit von 33 Stunden ein Zufluss der Hunte von 227 Kubikmeter pro Sekunde gespeichert werden kann. Insgesamt können die Polder 26,1 Millionen Kubikmeter Wasser aufnehmen. Die Naturschutzgebiete Moorhauser Polder und Bornhorster Huntewiesen sind Teil der Überlaufpolder. Der Moorhauser Polder wird im Winterhalbjahr flach überstaut, um Rastvögeln günstige Bedingungen zu bieten.

### Huntebrücke Ölmühle
Die denkmalgeschützte Huntebrücke Ölmühle, 3 Kilometer westlich von Dötlingen, stammt von 1878/79.

## Projekt „Flusslandschaft Hunte“

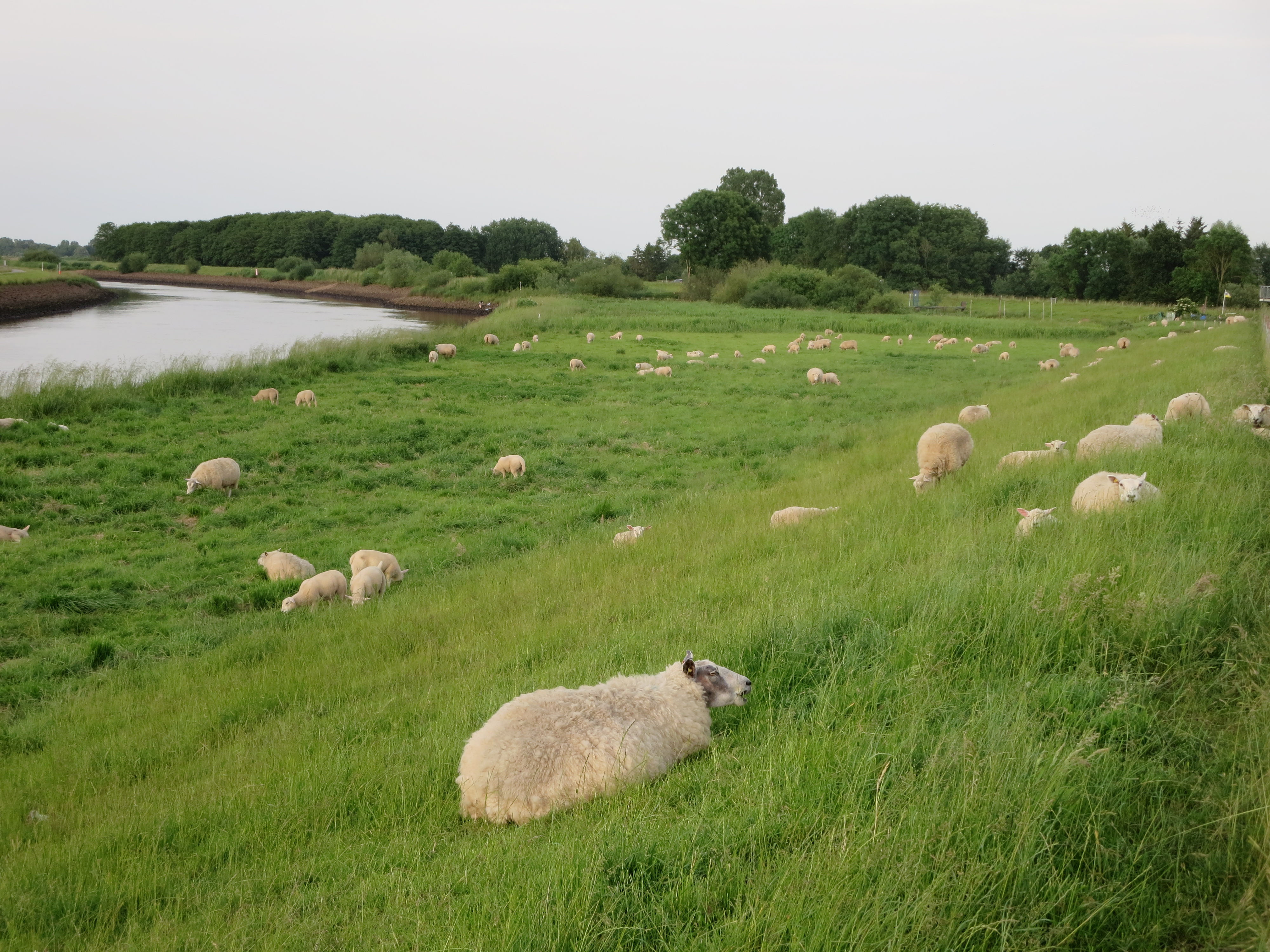
Schafe am Deich vor Iprump

Am 6. April 2008 wurde das Projekt „Flusslandschaft Hunte“ von den Landkreisen Diepholz, Vechta und Oldenburg ins Leben gerufen. Dessen Ziel ist es, den Fluss in seiner Gesamtlänge Landkreis übergreifend wieder zu einer Lebensader für Mensch und Natur zu entwickeln. In den Jahren 2008 bis 2010 wurden verschiedene Maßnahmen aus den Bereichen Wasserwirtschaft, Naturschutz und Tourismus realisiert. Zur Finanzierung des Projektes haben die drei Landkreise und alle Hunte-Anrainerkommunen insgesamt 600.000 Euro zur Verfügung gestellt. Das Projektmanagement, das beim Landkreis Diepholz (Fachdienst Kreisentwicklung) angesiedelt ist, wird mit 40.000 Euro durch die Metropolregion Nordwest gefördert.
Vor dem Ortsteil Cornau der Gemeinde Drebber wurde 2017 das in Fließrichtung linke der drei Felder der Wehranlage Cornau umgebaut. Ein Raugerinne mit Beckenstruktur macht seitdem die Hunte auch in diesem Bereich für die im Fluss lebende Fauna durchgängig. Zuvor war die etwa einen Meter hohe Stufe des 1962 gebauten Wehrs hierfür ein Hindernis.